# Suaire de Turin
Pour les articles homonymes, voir Suaire.

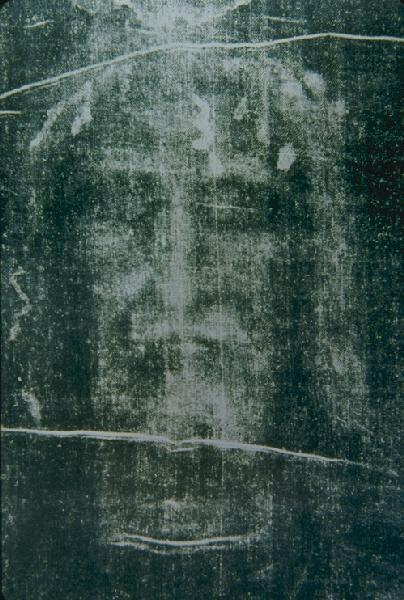
Négatif du visage du linceul de Turin (1898).

Le suaire de Turin, ou linceul de Turin, est un drap de lin jauni de 4,42 mètres de long sur 1,13 mètre de large montrant l'image floue (de face et de dos) d'un homme présentant les traces de blessures compatibles avec un crucifiement. Puisque la représentation figure certains détails de la crucifixion  de Jésus de Nazareth décrite dans les évangiles canoniques, elle est l'objet de piété populaire et est considérée par l'Église catholique comme une icône. Certains croyants la vénèrent comme une relique insigne, le « Saint-Suaire ».
Les premières mentions documentées et non contestées de ce drap proviennent de la collégiale de Lirey, en Champagne, dans la seconde moitié du XIVe siècle. Les ostensions de l'objet aux fidèles sont interdites à deux reprises par les évêques de Troyes, qui affirment avoir découvert le faussaire responsable de la supercherie. En 1390, le pape Clément VII publie une bulle autorisant l'ostension du linge, mais il défend que soient faites « les solennités en usage lorsqu'on montre une relique » et exige que la foule soit avertie qu'on ne montre pas l'objet en tant que relique, mais en tant que « figure ou représentation du Suaire du Christ ». Après diverses pérégrinations, l'objet devient en 1453 la propriété du duc de Savoie Louis Ier ; à partir de la seconde moitié du XVe siècle, il est vénéré comme une relique de la Passion. Il est conservé depuis 1578 dans la chapelle de Guarini de la cathédrale Saint-Jean-Baptiste de Turin.
L'essor de la photographie amène en 1898 Secondo Pia à publier une image du linceul dont le négatif offre toutes les qualités d'un positif, suscitant dès lors d'âpres débats sur l'authenticité du linceul et sa datation : le Suaire de Turin devient l'« artéfact le plus étudié de l'histoire » pendant près d'un siècle. Les techniques modernes d'analyse relancent le sujet en 1978 avec une équipe de scientifiques du Shroud of Turin Research Project qui, le 18 avril 1981, conclut à l'impossibilité d'exclure que le suaire soit celui décrit dans les évangiles.
En 1988, la datation par le carbone 14 fait consensus pour donner une origine médiévale du suaire (XIIIe – XIVe siècle), qui ne peut donc pas être qualifié comme une relique authentique. Dès leur publication, ces résultats sont acceptés par le pape Jean-Paul II et l'archévêque de Turin. La même année, Jean-Paul II qualifie le linceul de « provocation à l'intelligence » et invite les scientifiques à poursuivre leurs recherches (néanmoins, l'Église catholique, propriétaire du linceul depuis 1983, ne s'est jamais prononcée officiellement sur son authenticité).
Les partisans de l'authenticité contestent la validité de l'échantillon ou les conditions de la datation au carbone 14, ou bien fondent leur argumentation sur des hypothèses, notamment une image discutée du linceul qui daterait du XIIe siècle, des pièces de monnaie qui auraient été placées dans les orbites ou l'existence d'inscriptions qui figureraient sur le tissu. Pour d'autres, comme les historiens Andrea Nicolotti et Gary Vikan, le suaire est bien une image fabriquée au milieu du XIVe siècle pour la collégiale de Lirey, et correspond à l'aspiration de l'art de cette époque pour une description détaillée des souffrances de la Passion du Christ,.

## Dénomination de l'étoffe

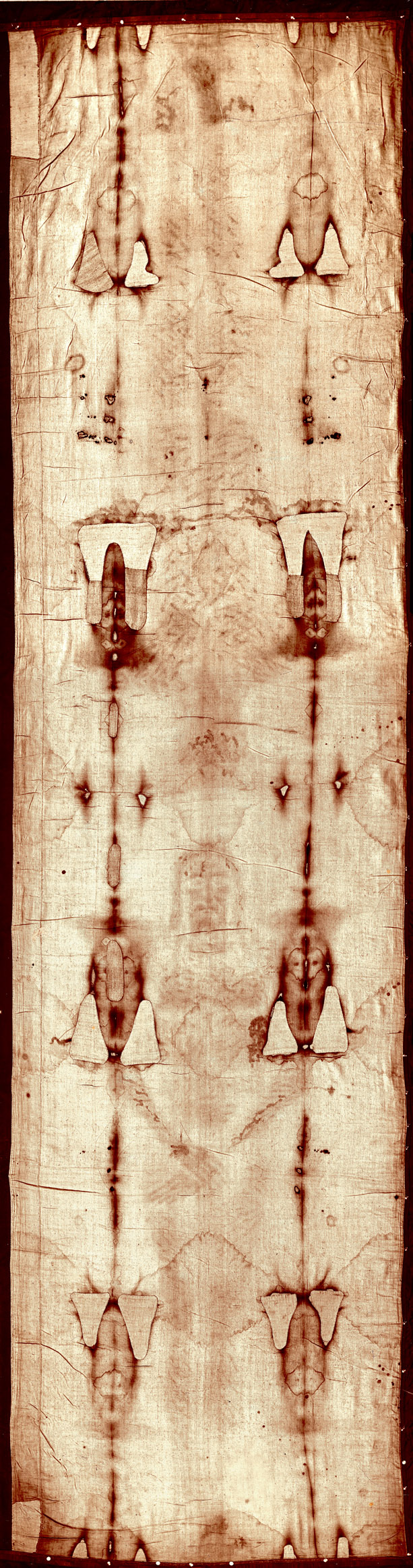
Le linceul de Turin photographié par Giuseppe Enrie en 1931.

Dans l'Antiquité, le suaire (du latin sudarium, du grec soudarion, mouchoir pour essuyer la sueur du visage), désigne une serviette enveloppée autour de la tête du défunt, servant de mentonnière pour lui tenir la bouche fermée (44 Jn 11, 44), et non le linceul (tissu de lin, du latin līnteolum « petite pièce de toile de lin », en grec sindôn), tissu en matières diverses (et pas uniquement en lin) recouvrant le corps entier. Ainsi parle-t-on de « suaire d'Oviedo » (ou « soudarion d'Oviedo ») pour évoquer le petit linge présenté comme relique dans cette ville.
Les Évangiles synoptiques évoquent à plusieurs reprises l'usage du linceul (en grec sindôn, voir 45 Mc 15, 45, 53 Lc 23, 53) mais ne mentionnent jamais le suaire. 59 Mt 27, 59 précise autò [en] sindoni katharâ (αὐτὁ [ἐν] σινδόνι καθαρᾀ ; in sindone munda), traduit habituellement « dans un linceul tout propre » ou « un linceul propre ». L'Évangile de Jean fait référence quant à lui pour le corps de Lazare (44 Jn 11, 44), à des bandelettes (keiriais) liant le corps et un suaire (soudàrion) sur son visage, servant de mentonnière pour lui tenir la bouche fermée. Pour 40 Jn 19, 40, le corps de Jésus est entouré ou lié par des othonia, ce terme de grec biblique ayant le sens très large de « linges » et peut comprendre aussi bien le linceul que les bandelettes.
La confusion entre « suaire » et « linceul », probablement issue d'une mauvaise interprétation du terme soudarion de l'Évangile de Jean, n'est pas nouvelle. Elle se retrouve par exemple au VIIe siècle dans le récit d'Arculfe où les mots sudarium et linteolum désignent le même linge. En latin ecclésiastique, le terme sudarium désignait une petite pièce de lin servant de mouchoir pour l'officiant, puis il ne servit plus qu'à désigner un insigne de la dignité ecclésiastique. Toutefois, dans l'ancien français, l'usage a produit une certaine confusion entre les termes « linceul » et « suaire ». Au XIIIe siècle, le mot « suaire » est employé pour parler du linge ayant enveloppé le corps du Christ. Selon certains tenants de l'authenticité, à l'instar du théologien catholique André-Marie Dubarle, le mot grec de soudarion utilisé dans l'Évangile selon Jean pourrait venir de l'araméen ou du syriaque « soudara ».

## Description
Le suaire de Turin est une toile de forme rectangulaire, et mesure désormais 4,42 × 1,13 m. Ce linceul, de couleur ivoire (jaunissement dû à l'oxydation du lin au cours du temps) est souple et fin avec une épaisseur moyenne de  0,325 mm, avec des variations de plus ou moins 22 µm. Tissé en chevron (communément appelé « en arête de poissons ») dit « trois en un », il est composé de fibres de lin.

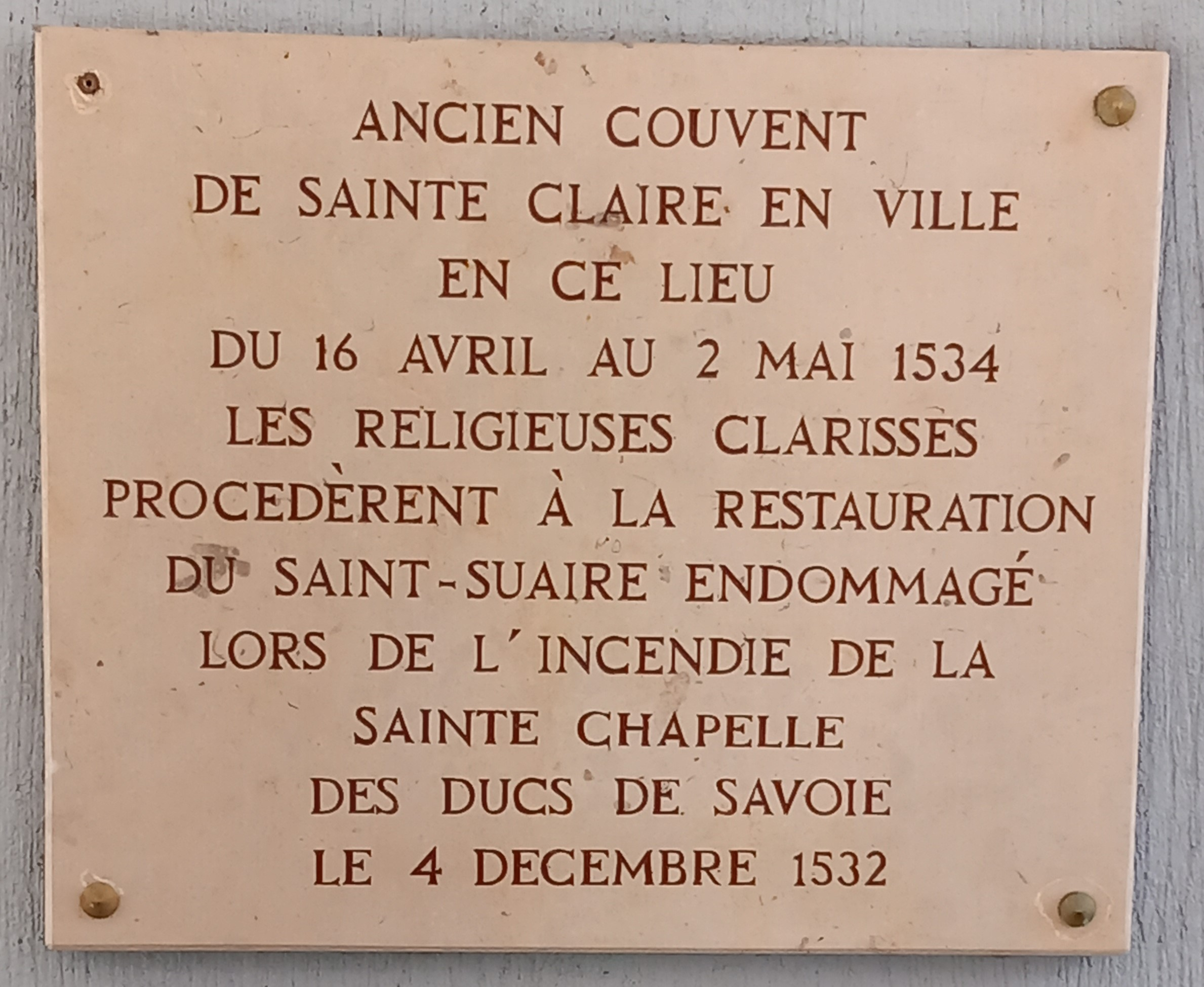
Plaque posée rue de Boigne à Chambéry.

Le suaire présente des marques de brûlures dues à l'incendie de la chapelle du château des ducs de Savoie à Chambéry dans la nuit du 3 au 4 décembre 1532 ainsi que des traces laissées par l'eau utilisée pour éteindre le feu. Lors de cet incendie, le linceul était plié en 48 épaisseurs, ce qui explique la symétrie de ces marques. Il fut traversé en différents endroits par les gouttes de métal fondu de la châsse en argent qui le protégeait. Là où le tissu était troué, les Clarisses, en 1534, cousirent des pièces de tissu de lin de forme plus ou moins triangulaire (Bryan Walsh, directeur du Shroud of Turin Center en Virginie, désigne ce rapiècement sous le nom de « patch des Clarisses », ces dernières renforçant à cette occasion le linceul en cousant sur sa face postérieure un textile de soutien appelé « toile de Hollande ») qui apparaissent en blanc sur les photos positives et en noir sur les photos négatives. De part et d'autre de ces rapiècements sont bien visibles les marques de carbonisation qui s'étirent sur deux lignes parallèles. Des taches d'eau latérales et centrales en forme de losange (notamment celle au niveau des genoux) sont également bien visibles. Des « trous de tisonnier » (poker holes) de part et d'autre du bassin forment quatre groupes de trous disposés en L, ces perforations existant avant l'incendie de 1532. Une bande latérale cousue de 8 cm de large présente des parties manquantes (elles aussi rapiécées sur la « toile de Hollande ») dont on ne sait pas quand elles ont été retirées,.
Le suaire figure l'image de couleur jaune sépia en vue frontale et dorsale d'un homme nu, avec ses mains croisées sur le pubis. Les deux vues sont alignées tête-bêche. L'avant et l'arrière de la tête se joignent presque au milieu de l'étoffe. La silhouette estompée qui lui donne un aspect spectral n'est visible que si l'on se tient à plus de 2 mètres du linge (en deçà ses contours flous et son manque de contraste avec la couleur du tissu la rendent non perceptible) et dans la pénombre quelques minutes.
L'homme du suaire porte une barbe bifide (qui se divise en deux parties) et des cheveux jusqu'à mi-épaule. Des examens approfondis en ultra-violet révèleraient des tuméfactions ou des hématomes au visage : une au milieu de l'arête du nez (avec en dessous une fracture du cartilage nasal et une légère déviation de la cloison nasale), une de la joue droite et une aux arcades sourcilières. La partie droite de la moustache et de la barbe sont arrachées, la paupière droite semble déchirée et des coulées qui évoquent du sang parcourent le front (notamment un caillot dont les sinuosités en forme de 3 sont peut-être constituées par le sillon des rides et le cuir chevelu.
Il semble assez musclé. Sa taille est difficile à évaluer en raison des déformations du tissu (le linceul a subi au cours des siècles pliages et repliages, enroulements et ostensions) qui présente sur sa face antérieure un corps de taille de 195 cm et sur sa face antérieure un corps de taille de 202 cm, cette différence est regardée par les sceptiques comme une preuve de la nature d'artefact du suaire, anatomiquement incorrect, tandis que les partisans de l'authenticité expliquent cette différence par le pliage du textile sous le corps. La grande taille de l'homme est aussi regardée comme peu plausible, les partisans de l'authenticité défendant l'idée que l'image serait une projection orthogonale d'un homme qui ferait entre 162 et 187 centimètres.
La main gauche est posée sur le poignet droit. Le poignet gauche comporte une marque rosée, en forme de tache étoilée. Les deuxième et troisième phalanges de la main gauche sont repliées tandis que les phalanges de la main droite sont trop longues (il s'agit probablement d'une distorsion et non d'un symptôme du syndrome de Marfan ou d'un élément décisif prouvant la forgerie). Aucun pouce n'est apparent, suggérant à tort qu'ils sont complètement rétractés à l'intérieur de la paume ou plus probablement qu'ils sont dans leur position naturelle (en face et légèrement sur le côté de l’index) typique pour un cadavre.
Des taches rouge foncé à brunâtres apparaissent sur le tissu, signes de diverses blessures : un poignet (ou le haut de la paume) au moins présente une grande tache circulaire (le deuxième poignet est caché par le pliage des mains) ; sur le côté, une autre tache est présente ; des petites taches sur les cheveux et autour du front ont l'aspect de blessures, ainsi qu'une masse de traces linéaires sur le torse et les jambes. Sous les traces hématiques, on ne retrouve pas la coloration qui caractérise l'image du corps. Les taches ont été interprétées de la manière suivante : celles autour du cuir chevelu suggèrent des taches de sang provoquées par une couronne d'épines (ou plutôt un casque d'épines dures, enfoncées violemment), celles sur les pieds, poignet et avant-bras évoquent un crucifiement par des clous, celle sur le flanc droit en dessous de la poitrine pourrait provenir d'un coup de lance percé sur le côté, enfin les 120 marques dorsales depuis les épaules jusqu'aux mollets évoquent une flagellation avec le flagrum.

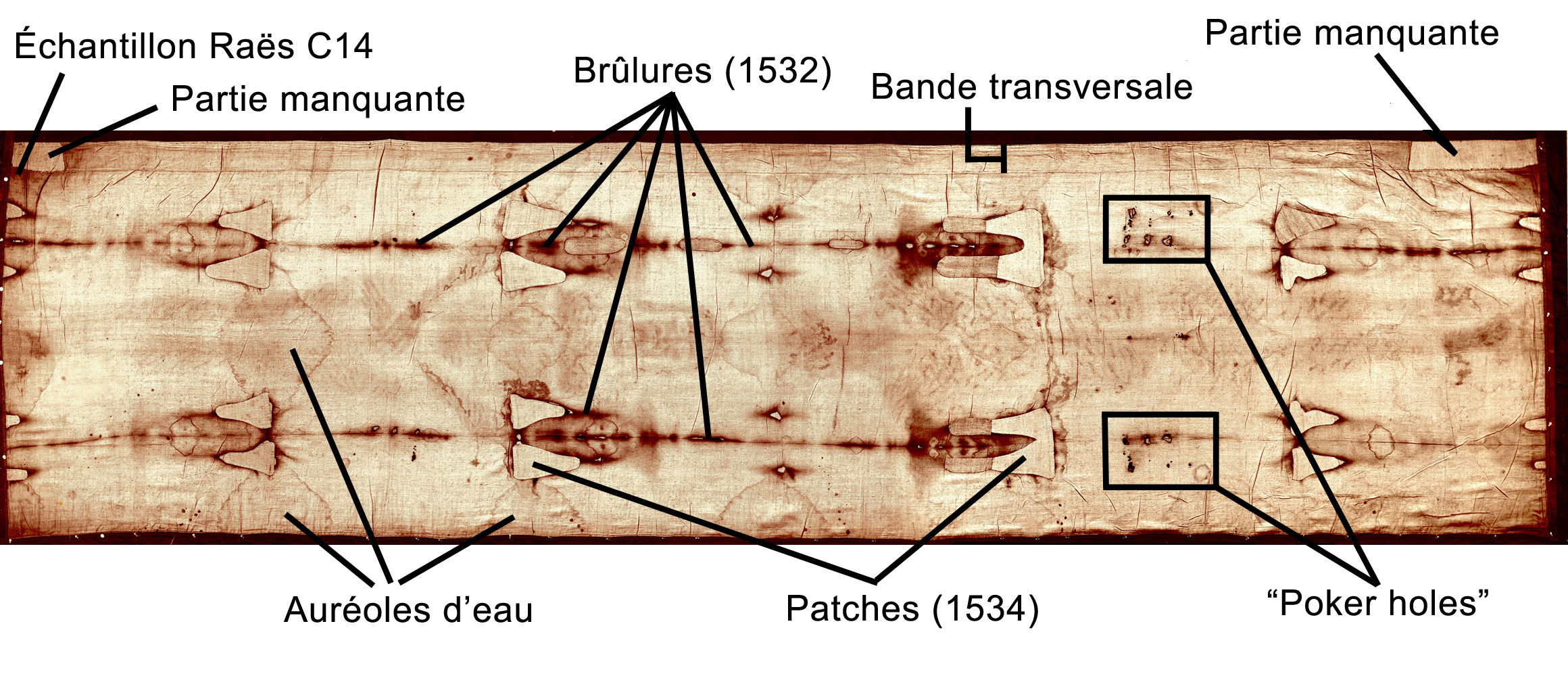
Vue générale avec détails.

## Histoire du suaire de Turin

### Historicité du récit biblique de la crucifixion et de la mise au tombeau

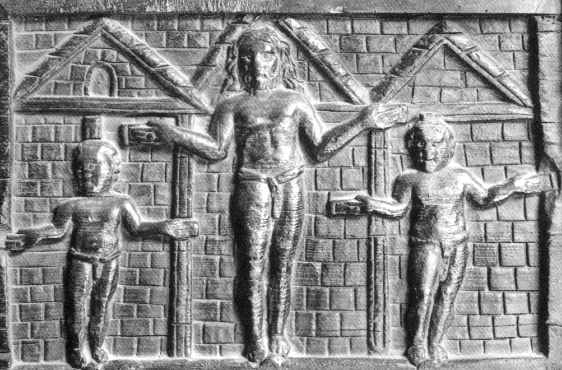
Jésus crucifié aux pieds non cloués, porte de l'église Sainte-Sabine de Rome datée du Ve siècle.

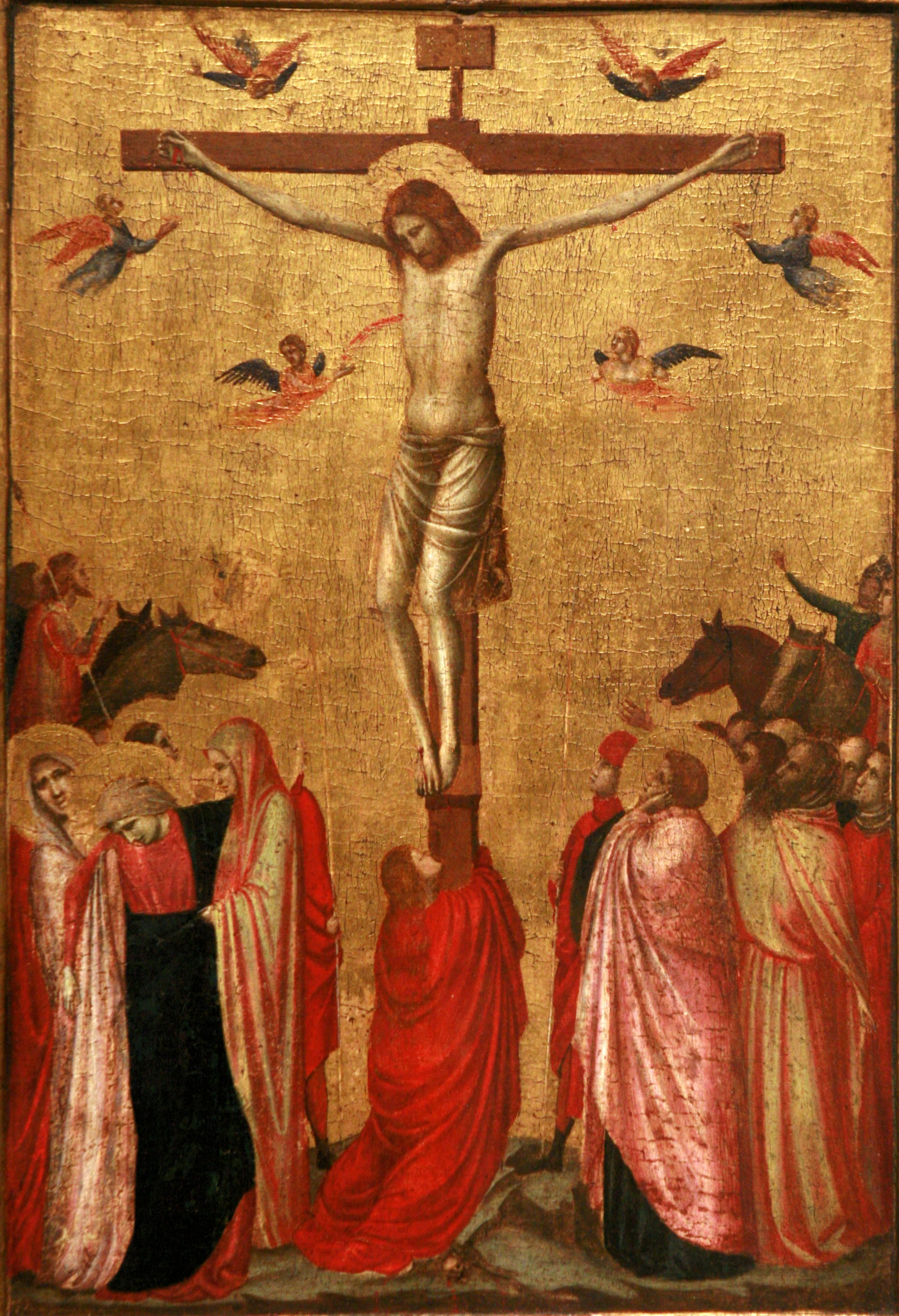
Giovanni Previtali crédite Giotto de l'innovation du Christ en croix avec trois clous et le suppedaneum (c. 1320-1325).

Si l'historicité de la crucifixion ne fait plus aucun doute pour la majorité des chercheurs, les détails de l'exécution et l'ensevelissement de Jésus sont plus sujets à caution, les évangélistes ayant enrichi ces épisodes bibliques de symboles théologiques.
En ce qui concerne les détails de la crucifixion, seuls deux des évangélistes, Luc et Jean, mentionnent le clouage des pieds et des mains. Si la tradition de ce clouage semble être un embellissement théologique des évangélistes Jean, Luc et d'un apocryphe, l'Évangile de Pierre, pour répondre à la prophétie du Livre des Psaumes, cette tradition développée par Justin Martyr vers 160 repose sur une réalité historique selon la recherche contemporaine qui s'appuie sur les sources documentaires relatant les crucifiements à l'époque romaine, sur le contexte historique (les crucifiements en masse privilégiaient les cordes mais il n'était pas rare pour des exécutions singulières d'utiliser des clous) et les découvertes archéologiques,. Mais si la tradition du clouage des mains a une certaine autorité, celle des pieds est moins assurée, l'évangile selon Jean et de Pierre ne le mentionnant pas.
De même, il est difficile de trancher dans l'affirmation selon laquelle le coup de lance a un caractère plus théologique qu'historique. L'auteur de l'Évangile selon Jean, qui est le seul des quatre à mentionner ce fait, pourrait avoir voulu mettre en œuvre la fonction d'intertextualité en faisant allusion à une prophétie du Livre d'Ézéchiel.
Les évangélistes, à part Luc, rapportent l'épisode de la couronne d'épines dont l'historicité fait consensus. En revanche, leur intention théologique est manifeste lorsqu'ils introduisent le récit de la mise au tombeau dans le sépulcre du riche Joseph d'Arimathie. Elle vise probablement à rappeler la prophétie du Serviteur souffrant du Livre d'Isaïe.
La sobriété et la symbolique du récit laissent place à de nombreuses interprétations picturales : le Christ crucifié dès le début de l'iconographie chrétienne est une illustration du docétisme avec la représentation du Christus triumphans, puis cette iconographie évolue et il est probable que les représentations sur les différents suaires apparus au cours de l'histoire reflètent cette évolution.
L'encyclique Fides et ratio (numéro 94) en 1998, de même que les théologiens et les exégètes actuels, voient dans les évangiles des œuvres théologiques dont les auteurs ont plus une visée doctrinale qu'un souci historique,, aussi est-il vain de vouloir trouver des coïncidences troublantes entre les suaires, et notamment celui de Turin, avec les récits bibliques sur la Passion afin d'affirmer l'historicité du suaire. Même si le clivage se fait entre la recherche sur l'origine de l'objet et sa signification religieuse, admettre que le linceul de Turin est authentique n'en ferait pas une preuve de la résurrection de Jésus mais le débat est constamment relancé par l'intensité passionnelle et la nature idéologique de cette recherche.

### Suaires au Moyen Âge
Le Mandylion d'Edesse est depuis le VIe siècle la plus ancienne mention de relique sur laquelle la Sainte Face du Christ se serait imprimée miraculeusement de son vivant. Il ne s'agit pas d'un suaire, ni d'un linceul, mais d'une toile où selon les versions, le scribe Ananias du roi Abgar V d'Edesse aurait peint vers 32-33, le portrait de Jésus pour le rapporter à son roi, ou selon d'autres versions plus légendées le visage de Jésus se serait miraculeusement imprimé par la simple application de celui-ci sur la toile. Transporté à Constantinople au Xe siècle d’où il disparaît en 1204 au cours du sac de Constantinople lors de la Quatrième croisade, on le retrouve dans l'inventaire des reliques conservées par Louis IX à la Sainte Chapelle. Il semble disparaître définitivement lors de la Révolution française mais certains auteurs émettent l’hypothèse qu’il pourrait être l’actuel Suaire de Turin.

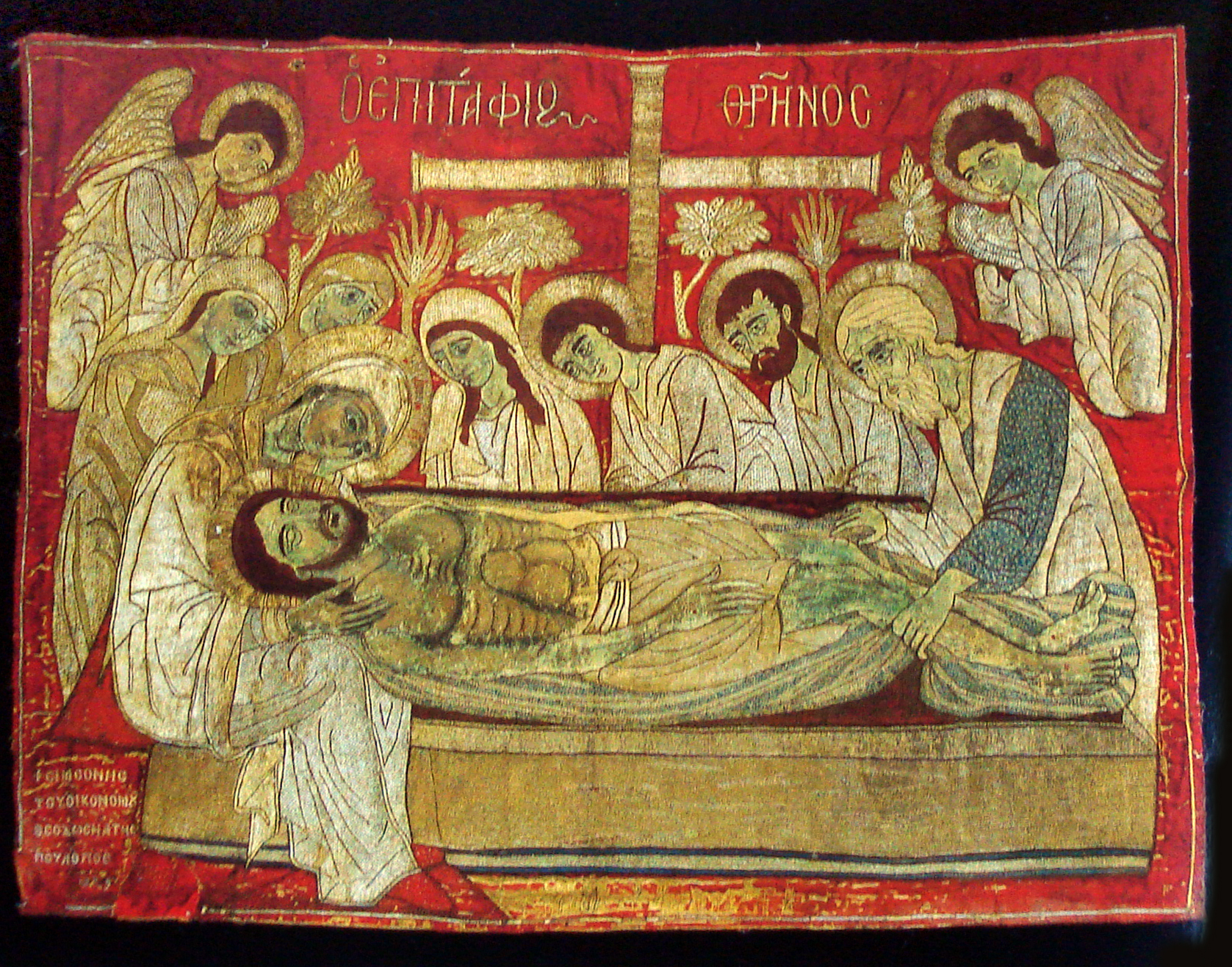
Épitaphios, tissu brodé représentant un linceul, Musée Benaki, 1599.

À partir du XIe siècle, les fidèles commencent à réaliser des représentions réalistes du Christ mort, le Christus patiens. Ils scénarisent également dans les églises des reconstitutions théâtrales de scènes bibliques (drames liturgiques tel que le Quem quaeritis), celles-ci incluant des linceuls factices avec ou sans image du Christ et dans lesquelles maint acteur manque périr d'un jeu trop réaliste. Au moins dès le XIIIe siècle, les églises orientales exposent des epitaphioi, voiles liturgiques symboliques utilisés lors de la célébration de la Passion le vendredi saint et dont l'iconographie est proche de celle observée sur le Suaire de Turin. Ces pratiques ostentatoires deviennent très fréquentes au XIVe siècle. Le Christ du suaire présente des ressemblances avec toutes ces représentations (position des jambes et des pieds, couronne d’épines, saignements sur les bras et le flanc, longueur des doigts, parfois même l'enclouage dans les poignets) liées à l'iconographie chrétienne de l'époque (Giotto en particulier). C'est dans ce contexte qu'apparaissent des inventions de suaires tardives : plus d'une quarantaine de suaires, entiers ou des fragments, ont été recensés en Europe et Proche-Orient, les plus célèbres étant le Saint-Suaire de Compiègne, de Cadouin, de Cahors, de Carcassonne, de Besançon, de Reims, de Clairvaux, de Tolède, de Zante, d'Halberstadt. Rome en avait trois, Aix-la-Chapelle deux, Constantinople revendiquait la possession des othonia du Christ au XIe siècle mais jusqu'au Moyen Âge central, il existe peu de mentions d'image du crucifié sur ces reliques. Les suaires avec l'image du crucifié n'utilisent pas la technique de la peinture au pinceau pour représenter le Christ, privilégiant celles du transfert, de la projection ou de l'empreinte pour rendre plus authentique le contact du tissu avec le corps de Jésus.
Ces inventions de reliques sont dues aussi bien au petit peuple, qu'à de hauts personnages, souvent à des moments cruciaux pour des communautés religieuses, pour la construction ou l'agrandissement d'églises ou de cathédrales, leur permettant de « sortir de difficultés financières, de réaffirmer le pouvoir d'un évêque, de défendre le bien-fondé d'une réforme, etc ». Cela explique que les reliques font l'objet à cette époque d'un trafic national et international très structuré, même pour les reliques fausses qui peuvent devenir authentiques si elles sont reconnues par les autorités publiques, le pouvoir miraculeux qu'on leur prête attirant les dons et gonflant le prestige du seigneur local.
Enfin, l'empreinte de sang très réaliste portée par la relique du suaire de Turin coïncide avec le XIVe siècle marqué par le développement des représentations de la Passion du Christ, la naissance de la dévotion aux Cinq plaies, l'apogée du mouvement des Flagellants. Les attentes les plus mystiques de ce siècle où les images de piété sont toutes dévouées à l'Homme des douleurs et sur lesquelles les dévots et les saints ou mystiques (comme Henri Suso, Brigitte de Suède ou Julienne de Norwich) peuvent dénombrer les plaies, les gouttes de sang versé, se voient récompensées par l'apparition de la relique du linceul qui « semble bien le joyau que la piété de ce temps attendait fiévreusement ».

### Le suaire apparaît en Champagne
Les premières preuves indiscutables de l'existence du suaire datent du XIVe siècle ; il s'agit d'une part d'une enseigne de pèlerinage figurant le linge montré par deux clercs, datable par l'héraldique entre 1357 et 1370, d'autre part de plusieurs textes des années 1389-1390. Ceux-ci ont été produits à l'occasion d'une querelle sur la nature de l'objet entre les évêques de Troyes et les chanoines de la collégiale de Lirey, en Champagne, un sanctuaire fondé au milieu du siècle et dans lequel l'objet était alors conservé.

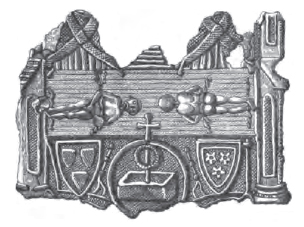
Enseigne du pèlerinage de Lirey, datée entre 1357 et 1370, retrouvée dans la Seine en 1855, près du Pont-au-Change à Paris, représentant le suaire de Lirey (ou suaire de Turin), ainsi que les blasons unis des familles de Charny et de Vergy. Cet artefact est conservé au Musée de Cluny.
(croquis de Forgeais, publié en 1865).

De nombreux auteurs, tenants de l'authenticité, ont proposé des hypothèses pour expliquer comment la relique serait parvenue, depuis l'Orient, au chevalier champenois. Selon le récit tardif et légendaire des chanoines de Lirey, pendant sa captivité Geoffroy de Charny, capturé par les Anglais lors de la bataille de Morlaix en 1342, aurait prié la vierge Marie de le délivrer et fait le vœu de construire une chapelle à Lirey (Aube) sous l'invocation de Notre-Dame. Un ange lui serait apparu et l'aurait aidé à recouvrer la liberté. Les historiens réfutent le récit de cette évasion miraculeuse et savent, d'après une lettre patente que Geoffroy de Charny est libéré sur parole de sa geôle anglaise, le château de Goodrich, pour se procurer en France la forte rançon exigée. Selon ce récit romanesque, le roi aurait donné des reliques à Geoffroy de Charny, parmi lesquelles le linceul, en récompense de sa participation à de nombreuses batailles. Sur ce mode, Philippe VI aurait en effet pu prélever le suaire parmi les reliques de la Sainte-Chapelle. On a aussi envisagé que la femme de Geoffroy, Jeanne de Vergy, ait pu obtenir le linge en héritage de son grand-père au cinquième degré Othon de La Roche. Celui-ci a en effet participé en 1204 au sac de Constantinople, lors duquel le croisé Robert de Clari raconte dans La Conquête de Constantinople avoir vu un suaire portant une image du Christ dans l'église Sainte-Marie du quartier des Blachernes. Une dernière hypothèse attribue à Geoffroy de Charny lui-même la conquête du linge, lors d'une croisade en Terre sainte à laquelle il participe vers 1345. La documentation historique manque toutefois pour étayer l'une ou l'autre de ces théories.
L'intention de fonder une collégiale à Lirey, desservie par cinq chanoines, est documentée pour la première fois en juin 1343 dans une charte signée par le roi Philippe de Valois. En avril 1349, Geoffroy de Charny adresse au pape Clément VI des demandes d'indulgence de 100 jours pour les pèlerins qui visiteraient son église, demande qu'il renouvelle en janvier 1354. L'église collégiale est finalement fondée le 20 juin 1353 pour six chanoines, sous le vocable de l'Annonciation de Marie, par dotation de Geoffroy et par bulles pontificales de janvier et février 1354 du pape Innocent VI, qui consent quarante jours d'indulgence à tous ceux qui la visitent. Alors que Geoffroy de Charny est mort l'année précédente à la bataille de Poitiers, douze évêques de la cour pontificale d'Avignon accordent une bulle d'indulgences, datée du 5 juin 1357, dans laquelle ils remettent également quarante jours de pénitence aux fidèles qui « visiteront l'église ou ses reliques ». Dans ce document qui énumère les reliques, il n'est pas question du linceul. Pourtant, selon une lettre de l'antipape Clément VII et le mémoire de l'évêque de Troyes Pierre d'Arcis, l'église de Lirey le conservait déjà « vers 1355 » : selon ces documents datés de 1389-1390, des ostensions auraient alors eu lieu, occasionnant une enquête de l'évêque de Troyes, Henri de Poitiers, qui aurait alors interdit les ostensions, considérant que le linceul était faux, sur la base d'une enquête et des Évangiles, lesquels ne font pas mention d'empreintes sur les linges funéraires du Christ.
Un indult du Saint-Siège du 28 juillet 1389 autorise la famille de Charny et les chanoines de Lirey à reprendre les ostensions du linceul, qui est alors qualifié de « figure ou représentation du Suaire du Christ ». De plus, Clément VII impose au nouvel évêque de Troyes Pierre d'Arcis, qui se plaint de ne pas avoir été consulté, un silence éternel sur ce sujet sous peine d'excommunication.

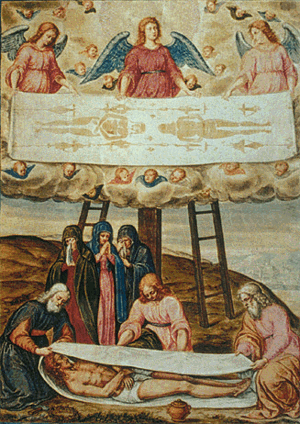
Peinture sur toile de Gianbattista delle Rovere le « Fiammenghino » (1498-1578), conservé à la Galerie Sabauda de Turin.

Pierre d'Arcis n'obéit pas et en appelle au roi Charles VI, qui ordonne la confiscation de la relique. L'évêque écrit ensuite à Clément VII et lui adresse, entre août 1389 et mai 1390, un mémoire dans lequel il raconte que son prédécesseur, Henri de Poitiers, a découvert la supercherie. Celui-ci aurait retrouvé le faussaire, qui aurait reconnu avoir fabriqué le linceul à l'instigation du doyen de la collégiale Robert de Caillac, bénéficiaire des ostensions à but lucratif. Il ne donne pas le nom de ce faussaire mais précise la cupidité du doyen qui a payé des individus pour simuler des guérisons miraculeuses grâce au linceul. Il faut cependant prendre ce texte avec prudence : d'une part, Emmanuel Poulle, partisan de l'authenticité du suaire, souligne qu'on ne conserve pas la version de la lettre reçue par le pape. Surtout, ce témoignage doit être replacé dans le contexte du litige qui oppose l'évêque et les chanoines, qui a pu motiver la virulence des accusations de Pierre d'Arcis.
Le clergé de Lirey refuse d'obéir à l'interdiction épiscopale et en appelle à Clément VII. La réponse du pape d'Avignon intervient sous forme de bulle pontificale dont la formulation semble avoir varié. Dans la version originale de la bulle en date du 6 janvier 1390 conservée aux Archives nationales, Clément VII autorise les ostensions à condition que l'inauthenticité du suaire soit clairement indiquée aux pèlerins, soit « toute fraude cessant, que ladite figure ou représentation n'est pas le vrai suaire de Notre-Seigneur Jésus-Christ, mais […] une peinture ou tableau du suaire, ». Dans la version postérieure du 30 mai 1390 retrouvée dans les registres pontificaux, la mention « peinture ou tableau » disparaît. Les ostensions sont permises à condition que l'on annonce publiquement lors des ostensions « toute fraude cessant qu'on ne montre pas la dite figure ou représentation comme étant le vrai suaire de Notre Seigneur, mais en tant que figure ou représentation du dit suaire qu'on dit avoir été celui de Notre Seigneur ». En dehors de cet avertissement, il est également demandé que l'on ne fasse « aucune des solennités qu’on a l’habitude de faire lors des ostensions de reliques, et qu’elles ne puissent à cet effet allumer ni torches ni cierges ni chandelles ni utiliser aucune sorte de luminaire ». En outre, interdiction est faite à Pierre d'Arcis de s'opposer à l'exposition du suaire si ces restrictions sont respectées. Quelques jours après l'enregistrement de cette bulle, le 1er juin 1390, le pape publie une nouvelle bulle qui accorde des indulgences aux pèlerins qui visiteront l'église collégiale de Lirey, où est conservé l'objet. Cette bulle ne mentionne pas le suaire ni les restrictions concernant ses ostensions.
Pour expliquer la mollesse de la réponse de Clément VII, plusieurs auteurs ont rappelé ses liens de parenté avec la famille de Charny : la mère de Geffroy II de Charny, Jeanne de Vergy, s'est en effet remariée avec Aymon de Genève, seigneur d'Anthon, l'oncle de Clément VII, ce qui pourrait expliquer la souplesse du pontife vis-à-vis de la collégiale de Lirey tout au long de cette affaire. Emmanuel Poulle propose, quant à lui, de lire cette évolution de la bulle entre la première version de janvier et celle de mai, comme un désaveu à l'accusation de faux soutenue par les évêques de Troyes. Pour autant, les deux versions de la réponse du pape indiquent clairement que le suaire conservé à Lirey n'est pas le vrai Suaire du Christ, mais seulement sa représentation.
Si le pape d'Avignon Clément VII permet les ostensions et adoucit leurs conditions, il prend ainsi soin de ne pas présenter le suaire comme une relique authentique puisqu'il oblige les chanoines, « pour éviter l'erreur d'idolâtrie », à « ne pas faire les solennités en usage lorsque l'on montre des reliques » et à avertir les fidèles que le linceul « est montré non pas en tant que vrai suaire de Notre Seigneur Jésus-Christ mais comme figure ou représentation du dit suaire ». Au cours du XIVe siècle donc, l'objet n'est pas considéré comme une relique mais comme une image ; il est qualifié systématiquement dans la documentation de « figure ou représentation du Suaire du Christ » et ce même par ses promoteurs : le texte de l'indult de Clément VII d'août 1389 suggère que c'est Geoffroy II de Charny, fils de Geoffroy Ier, qui utilise lui-même cette dénomination lorsqu'il demande le droit de faire des ostensions.

### Voyages du suaire auXVesiècle

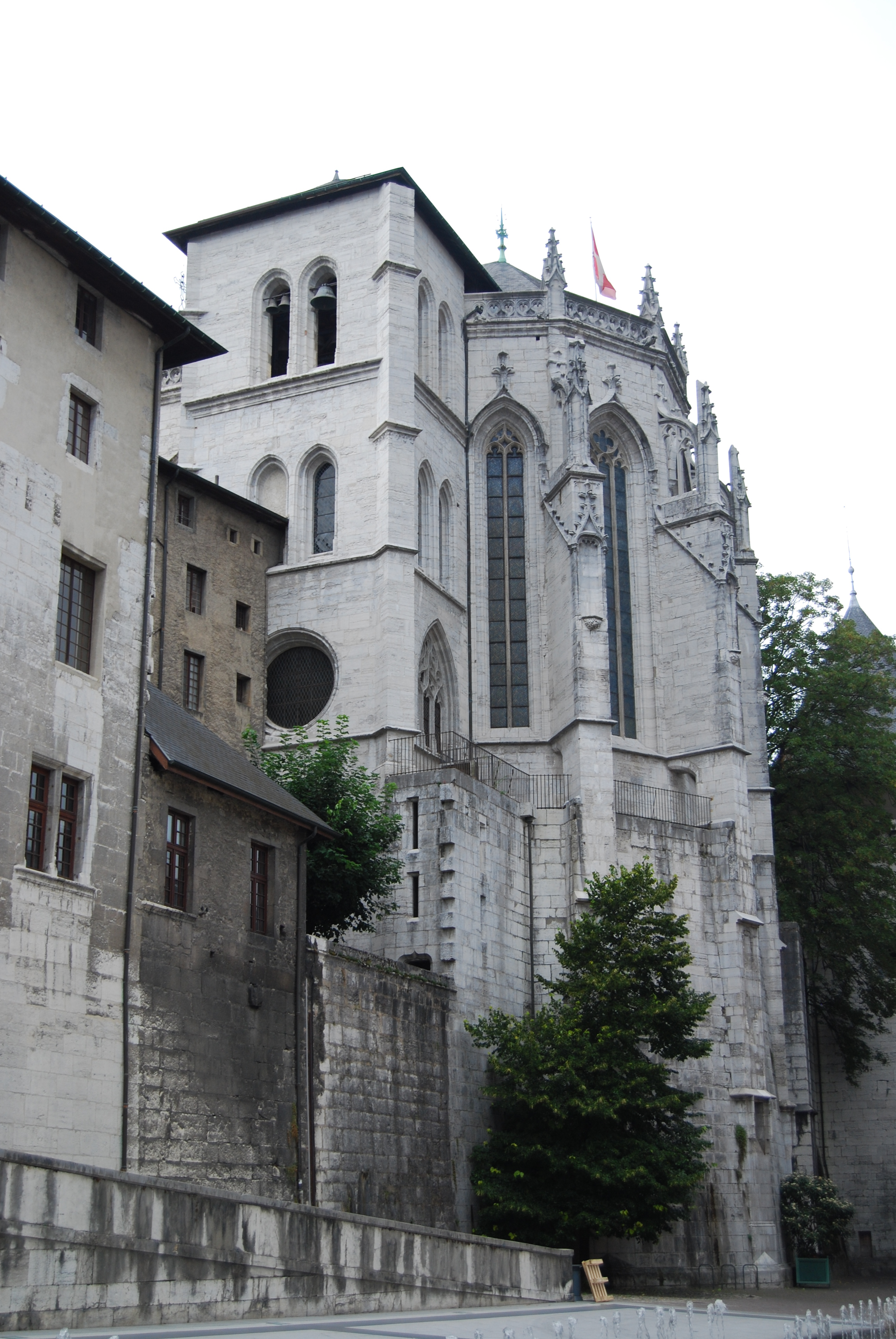
La chapelle du château des ducs de Savoie, à Chambéry qui abrita le Saint-Suaire au XV.

Au début du XVe siècle, des bandes de brigands, les Grandes compagnies, ravagent la France. Craignant pour la conservation de la « figure ou représentation du Suaire du Christ » conservée dans leur collégiale, les chanoines de Lirey la confient le 6 juin 1418 à Marguerite de Charny, petite-fille de Geoffroy de Charny et épouse de Humbert de Villersexel, comte de La Roche. Le linge a pu être conservé dans le château des Charny à Montfort (Côte-d'Or), puis dans celui des La Roche à Saint-Hippolyte (Doubs), bien qu'aucun document de première main ne le confirme. Après la mort d'Humbert, en 1438, les chanoines de Lirey se pourvoient en justice pour forcer sa veuve à restituer la relique, mais le parlement de Dole (Jura) en mai 1443 et la cour de Besançon en juillet 1447 donnent raison à Marguerite de Villersexel. Marguerite voyage dans différents endroits avec le linceul, qui est notamment montré à Chimay (Belgique) en 1449, en présence du chroniqueur Corneille Zantfliet, occasionnant une nouvelle controverse ; le chroniqueur raconte comment Jean de Heinsberg, évêque de Liège, a diligenté une enquête sur le linceul et conclu, en se fondant sur la bulle de Clément VII, que le linceul n'était pas une relique de la Passion mais « seulement sa représentation ou son image ». De leur côté, les chanoines de Lirey demandent encore l'excommunication de Marguerite mais y renoncent finalement, moyennant une compensation financière qu'ils obtiennent en 1459.
Le 13 septembre 1452, Marguerite de Villersexel cède la relique à Anne de Lusignan, épouse du duc Louis Ier de Savoie, et reçoit du duc en échange le 23 mars 1453, « pour services rendus », la propriété du château de Varambon et les revenus du village de Miribel (Ain). Le linceul est dès lors conservé dans l'église des franciscains de Chambéry (future cathédrale Saint-François-de-Sales) mais aussi dans la chapelle ducale, la Sainte-Chapelle de Chambéry élevée à la dignité de collégiale par le pape Paul II en 1467. En 1464, le duc de Savoie accepte de verser une rente annuelle aux chanoines de Lirey contre l'abandon du linceul à la famille de Savoie. Après 1471, le linceul est fréquemment déplacé, à Verceil, Turin, Ivrée, Suse, Veillane, Rivoli et Pignerol. À cette époque, les suaires de Compiègne et de Cadouin concurrencent encore celui de Turin dans la dévotion populaire.
Sa présence est attestée par le chantre et le chapelain de la chapelle ducale de Chambéry (Savoie), en leur qualité de gardiens et administrateurs du mobilier en dépendant, dans l'inventaire du 6 juin 1483 dressé sur l'ordre de Charles Ier de Savoie. La châsse qui le contient « étoit en bois recouvert de velours cramoisi, ornée de clous en vermeil ». Elle est fermée par une serrure en argent avec sa clé de même métal. Le linceul est enveloppé dans un drap de soie rouge.

### Installation définitive dans la cathédrale de Turin auXVIesiècle

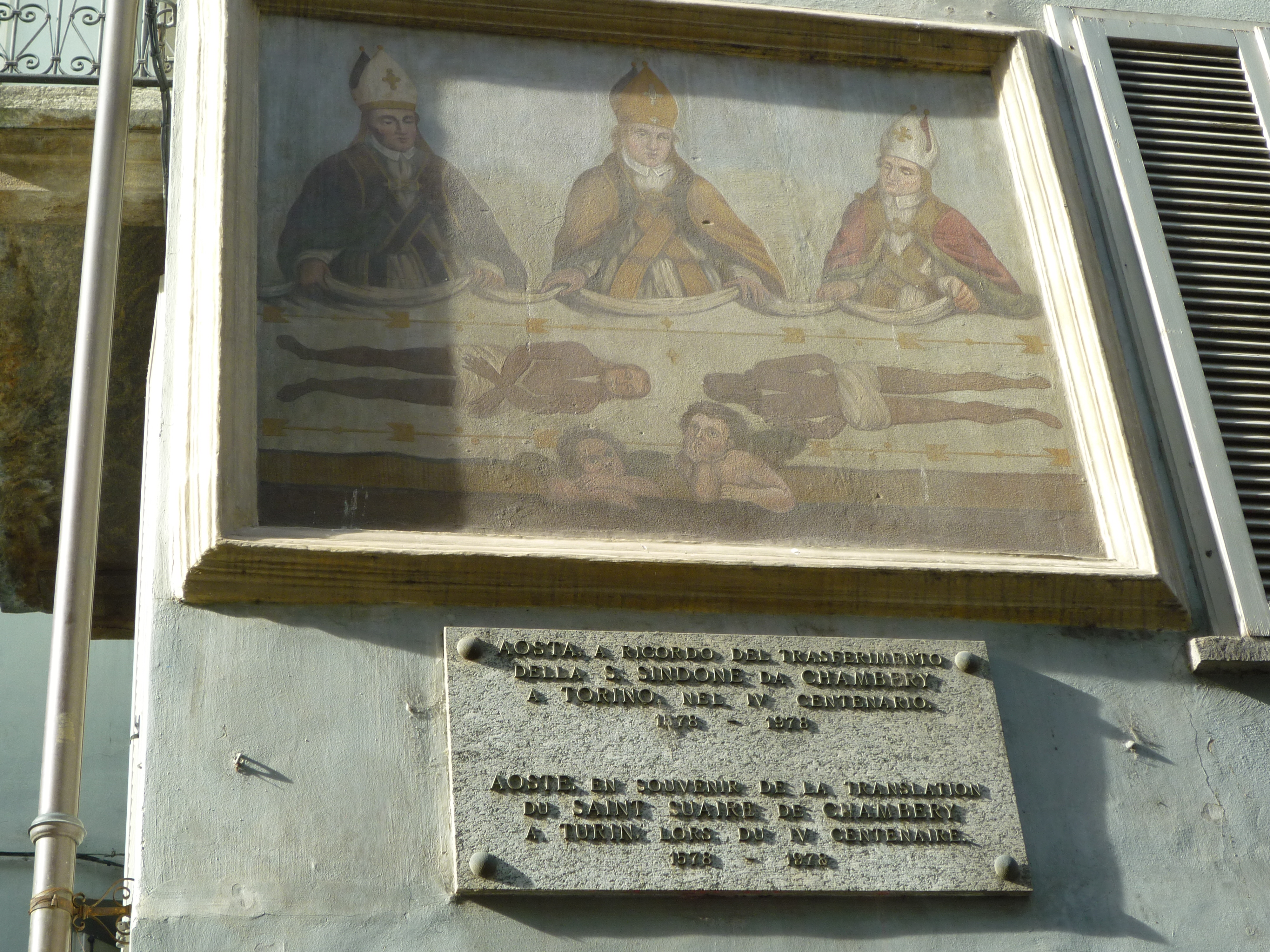
Plaque commémorative de la translation du Saint-Suaire de Chambéry à Turin, à Aoste, rue Jean-Baptiste-de -illier.

Le projet de transférer définitivement le linceul dans la chapelle ducale de Chambéry est réalisé par Philibert II de Savoie. La cérémonie de translation a lieu le 11 juin 1502. La famille de Savoie y installe les « Pauvres Clarisses » qui s'occupent du linceul qui est exposé au gré des déplacements de la famille.
Le Saint-Siège officialise sa position sur l'authenticité du linceul en instituant, par la bulle du pape Jules II du 26 avril 1506, la chapelle ducale de Chambéry en Sainte-Chapelle du Saint-Suaire et en définissant un office pour la fête du Saint-Suaire dont la date est fixée au 4 mai.
Dans la nuit du 3 au 4 décembre 1532, le suaire est pris dans un incendie, à Chambéry, dans la chapelle où il est déposé. On le retire du feu au moment où sa châsse d'argent commence à fondre. L'étoffe, alors pliée en 48 épaisseurs, est brûlée à certains endroits. Là où le tissu est troué, les Clarisses cousent en 1534 des pièces d'un aspect plus ou moins triangulaires, qui apparaîtront en blanc sur les photos positives et en noir sur les négatives.
Le linceul est conservé à Nice pendant 7 ans, de 1536 à 1543, sous le règne malheureux du duc Charles II de Savoie, dépossédé de l'essentiel de ses territoires lors de la Paix de Nice. Il fait l'objet d'une ostension publique, en 1537, du haut de la tour Saint-Elme, érigée alors sur le site de l'actuelle tour Bellanda. Il retourne ensuite à Chambéry.
Depuis le 14 septembre 1578, le linceul se trouve à Turin, où les ducs de Savoie ont transféré leur capitale en 1562.
Conservé dans la cathédrale de Turin, il fait l'objet d'ostensions quasi annuelles pour devenir plus exceptionnelles à partir du XVIIe siècle : exposé en public seize fois au cours de ce siècle (généralement pour célébrer un mariage royal, la venue du pape ou pour sa valeur propitiatoire contre les épidémies), neuf fois au XVIIIe siècle (le siècle des Lumières voyant un déclin du culte des reliques), cinq fois au XIXe siècle.
Le linceul connaît alors un certain désintérêt même au niveau local, en raison des difficultés de la maison de Savoie et du déclin du culte des reliques, jusqu'à l'ostension du 25 mai au 2 juin 1898 à l'occasion du cinquantenaire de la constitution italienne et au cours de laquelle le photographe Secondo Pia prend la célèbre photographie. S'opère dès lors un changement de statut de la relique du linceul : « protection miraculeuse ou image-support de dévotion auparavant, elle devient, en tant que photographie, preuve de la Résurrection utilisée par les stratégies apologétiques des catholiques conservateurs ».

### Regain d'intérêt depuis la photographie de 1898

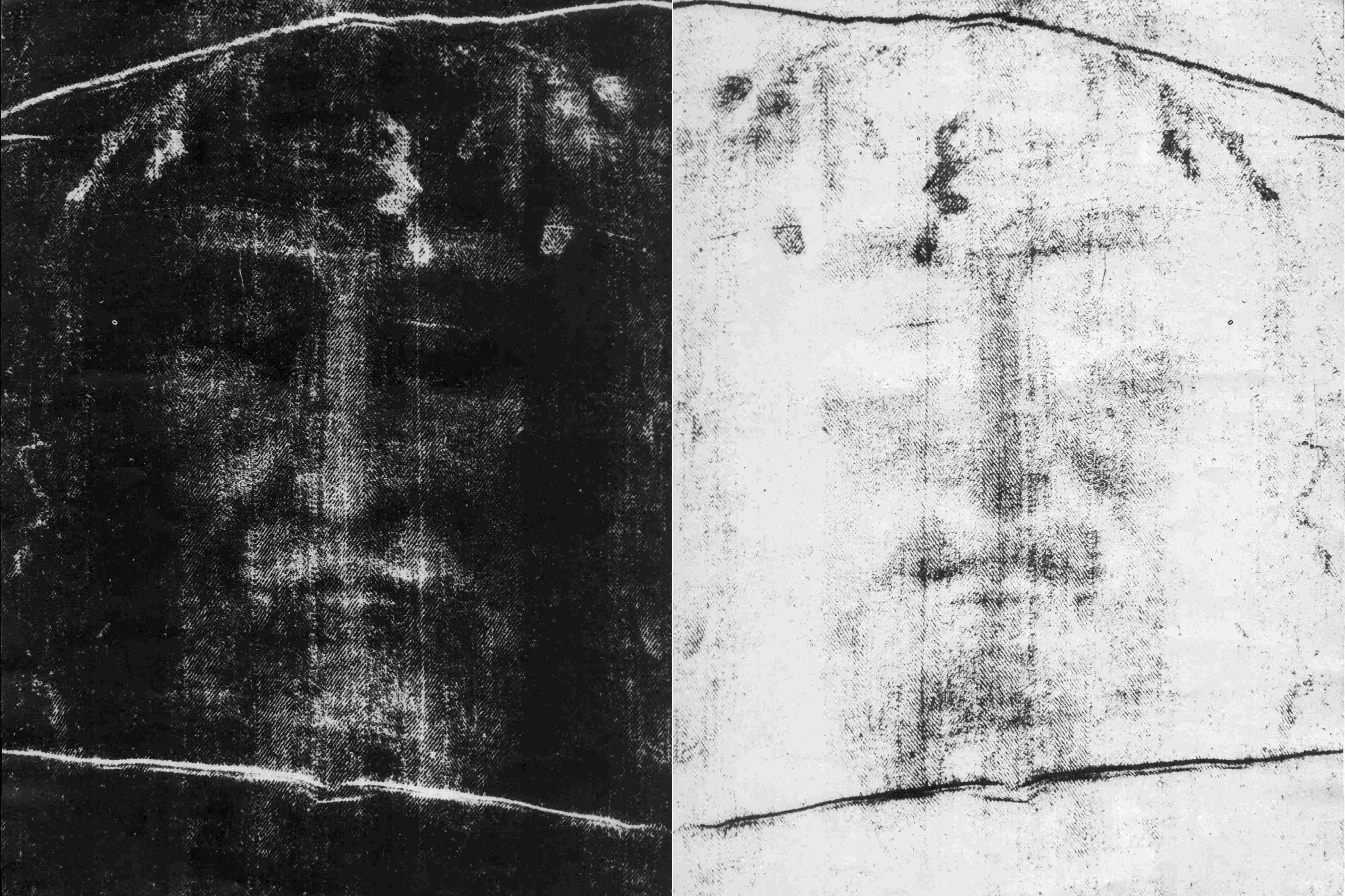
L'image de gauche montre l'image positive du visage du suaire de Turin sur la plaque photographique négative prise en 1898 par Secondo Pia en haute résolution et l'image de droite montre la photographie développée.

Le 28 mai 1898, le photographe amateur Secondo Pia prend la première photographie du suaire. Lors du développement, il constate que le résultat du négatif donne l'aspect d'une image positive, ce qui implique que l'image du suaire est elle-même, en quelque sorte, un négatif (le négatif d'un négatif est un positif).
L'image sur le linceul serait un « relief » négatif dans lequel les secteurs du corps touchant le tissu seraient plus foncés, et non pas un négatif « photographique » sur lequel les secteurs du corps avec une pigmentation plus légère sembleraient plus foncés sur le tissu. Un exemple de cette distinction peut être vu dans la barbe, qui semble plus foncée sur le suaire au bout du menton, là où elle touche le tissu. Les observateurs ont remarqué que les détails et les reliefs de l'homme du suaire sont considérablement augmentés sur le négatif photographique. Les résultats de Secondo Pia ont accru l'intérêt pour le suaire et suscité de nouveaux efforts pour déterminer son origine.
Parmi d'autres érudits, le chanoine Ulysse Chevalier estime démontrer par le raisonnement historique, en 1902, que ce linceul est un faux. Au même moment, le 21 avril 1902, le scientifique Yves Delage, professeur d'anatomie comparée à la Sorbonne, membre de l'Académie des sciences et agnostique notoire, fait une communication retentissante à l'Académie des sciences, en concluant à l'authenticité de la pièce archéologique et en disant de l'homme du Linceul : « Si ce n'est pas le Christ, c'est donc quelque criminel de droit commun. » (...) « Une question religieuse s'est inutilement greffée sur un problème qui, en soi, est purement scientifique » (...). « Si, au lieu du Christ, il était question d’une personne comme Sargon, un Achille ou l'un des Pharaons, personne n'aurait songé à émettre une objection. Le secrétaire de l'Académie, le très anticlérical Marcellin Berthelot, censure sa recension écrite.
Il faut attendre l'ostension de 1931 pour que les clichés pris par le photographe professionnel Giuseppe Enrie viennent confirmer les travaux réalisés par Secondo Pia.
D'autres clichés sont pris en 1969 par une commission d'experts lancée dans le secret par l'archevêque métropolitain de Turin Michele Pellegrino, custode (gardien) pontifical du Saint-Suaire. Ils analysent le tissu aux rayons ultraviolets et infrarouges mais leurs résultats ne sont pas rendus publics. En 1973, cette commission Pellegrino est étoffée. Les experts sont autorisés à prélever 17 échantillons. Le rapport de la commission en 1976 et ses résultats ouvrent l'ère des controverses scientifiques : le professeur Gilbert Raës, de l'Institut de technologie textile de Gand, met en évidence sur son échantillon la présence de fibres de coton de type Gossypium herbaceum, variété originaire du Moyen-Orient tandis que Max Frei-Sulzer (de) identifie des pollens de Palestine, ce qui fait penser à Raës que le linceul a été contaminé par des résidus d'un tissage précédent sur le métier à tisser. Un autre résultat étonnant est que l'image du suaire est issue d'une coloration très superficielle des 2 ou 3 premières fibres des fils de lin.
En 1976, on mobilise l'analyseur VP8 (en), développé à l'origine par la NASA pour la reconnaissance planétaire, pour examiner l'image du linceul et produire une image de nature tridimensionnelle. Ces premières expérimentations conduisent à une étude scientifique menée entre 1978 et 1981, le Shroud of Turin Research Project (en) (Sturp).
Le linceul reste la propriété de la maison de Savoie jusqu'au 18 mars 1983, lorsque le dernier roi d'Italie, Humbert II, lègue le suaire au pape Jean-Paul II. Le linceul est depuis la propriété du Saint-Siège et son custode pontifical est l'archevêque métropolitain de Turin.
Dans la nuit du 11 au 12 avril 1997, le linceul subit un nouvel incendie qui ravage la cathédrale de Turin, sa coupole dessinée par Camillo-Guarino Guarini et une aile du Palais-Royal. Il est sauvé par les pompiers.

### Restauration de 2002

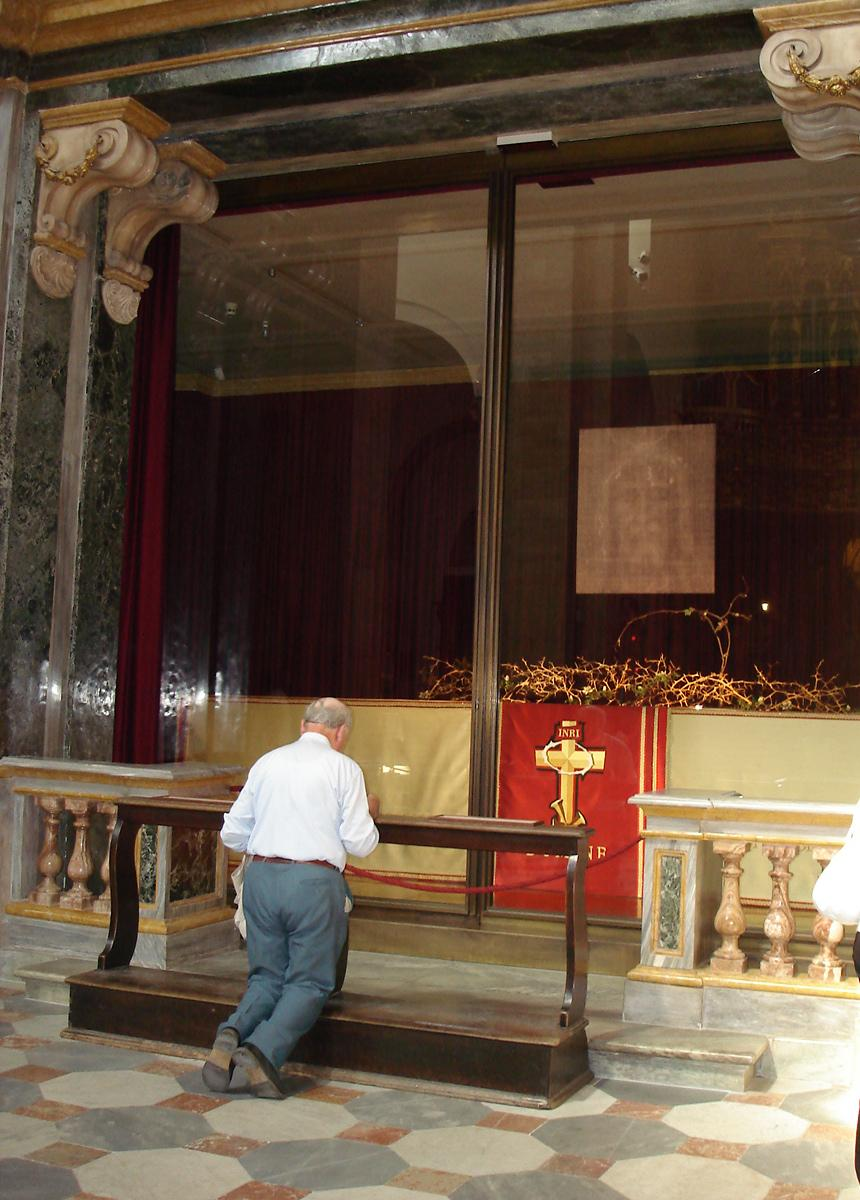
Un chrétien devant la chapelle de Guarini, en 2006.

Durant l'hiver 2002, le linceul de Turin est soumis à une restauration controversée. En 2003, la restauratrice principale, Mechthild Flury-Lemberg, experte en textiles, publie un livre où elle décrit les raisons (notamment la crainte que le tissu carbonisé autour des trous provoqués par les brûlures ne cause une oxydation progressive du linceul) et le déroulement de l'opération. En 2005, l'archéologue William Meacham répond dans un livre dénonçant le « viol » subi par le linceul. Il y rejette les raisons fournies par Mechthild Flury-Lemberg et parle de « désastre pour l'étude scientifique de la relique ».

### Dernières ostensions
Les plus récentes ostensions du suaire ont lieu pour le jubilé de l'an 2000, puis en 2010 (du 10 avril au 23 mai pour donner l'occasion aux pèlerins de voir les résultats de la restauration de 2002), le 30 mars 2013 (ostension télévisée) et en 2015 à l'occasion du bicentenaire de la naissance de Jean Bosco, le 11 avril 2020 dans le contexte de la pandémie de Covid-19 et du 28 décembre 2020 au 1er janvier 2021 à Turin lors du 43e rassemblement de la communauté de Taizé.

## Études scientifiques

### Le Sturp (1978-1981)

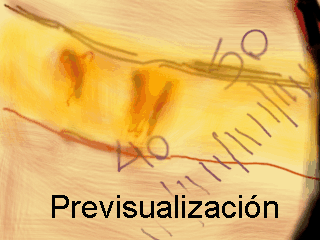
Fibre de lin du suaire au microscope à contraste de phase : la paroi pectocellulosique en bas à droite semble « corrodée », suggérant que des glucides ont subi une oxydation acide déshydratante.

En 1978, un groupe d’une vingtaine de scientifiques et chercheurs américains du Shroud of Turin Research Project (Sturp) assistés de deux Italiens, Giovanni Rigi (micro-analyste) et Luigi Gonella (conseiller scientifique du Cardinal de Turin), mènent des analyses de l’objet et prélèvent des échantillons de surface.
Il s'agit de la première étude scientifique internationale reconnue par le Vatican. Ses résultats ont cependant pu être biaisés car le Sturp est une émanation de la Confrérie du Saint-Suaire de Turin (it), guilde catholique dont l'objectif est de défendre l'authenticité du linceul. Le Sturp est constitué d'une trentaine de scientifiques pour la plupart croyants et fermement convaincus de cette authenticité.
Diverses techniques sont employées pour analyser le tissu ancien : rayons X, fluorescence, microchimie, spectres infra-rouge et ultra-violet, microscopie optique. Des milliers de photographies furent également prises. Plus de 100 000 heures de travail en laboratoire furent nécessaires pour exploiter les données récoltées, donnant lieu à une vingtaine d’articles dans des revues scientifiques à comité de lecture.
Les conclusions de l’étude sont données à l’occasion de la présentation du rapport final en 1981 :
1. Les données récoltées par les techniques mentionnées ci-dessus excluent la possibilité que la peinture soit la technique à l’origine de la formation de l’image. Cela contredit la thèse développée par l'évêque de Troyes Pierre d'Arcis, 600 ans plus tôt. L’image du corps est formée par la coloration monochrome et superficielle des fibres de lin (d’une profondeur de l’ordre de 40 microns) qui résulte d’un processus de déshydratation oxydante de la cellulose du lin et de conjugaison de la structure des microfibrilles du lin. C’est la présence plus ou moins importante de microfibrilles altérées qui va donner l’aspect plus ou moins foncé de l’image du corps. Cependant, il s'avère que le Sturp s'est défait de Walter McCrone, docteur en chimie organique et considéré à l'époque comme le meilleur spécialiste mondial de microscopie[113] car il est arrivé à des conclusions opposées en découvrant sur le tissu des particules d'ocre et de vermillon : l'empreinte sur le linceul serait constituée de pigments dispersés dans une solution de collagène et du blanc d'œuf, liant utilisé au Moyen Âge (outre l'ocre et le vermillon, les analyses ont révélé des traces de jaune d'arsenic, de bleu outre-mer, d'azurite, de charbon de bois et de rose de garance[114]). Selon l'interprétation de McCrone, reprise par des scientifiques comme Henri Broch, l'ensemble de l'image a été peinte en utilisant la technique de la détrempe : un tissu fut pressé contre un modèle masculin enduit d'ocre rouge puis du vermillon, fait à partir de sulfure de mercure, fut appliqué sur des parties du corps (poignet, bras, mains, tête et pieds) pour représenter le sang[115] ;
2. Relevé sur les taches de « sang » : La forte teneur en fer, le spectre indiquant une réflexion et une transmission au microspectrophotomètre, la production chimique de fluorescence, signe de porphyrine, les tests d'hémochromogène, les tests de cyanméthémoglobine, la détection de pigments biliaires, la présence de protéines, les traces d'albumine, les tests à la protéase ne laissant aucun résidu, les tests immunologiques d'albumine humaine, les études comparées au microscope, les rapports de médecine légale concernant les différentes blessures et taches de sang concourent à démontrer qu'il s'agit de sang humain[116]. Selon Joe Nickell, la présence de sang sur le Suaire (arguée par les docteurs John Heller et Alan Adler du Shroud of Turin Research Project (Sturp) n'est pas démontrée, car elle se base sur la recherche de substances (porphyrine, bilirubine, albumine) qui ne sont pas spécifiques au sang, et peuvent également être présentes dans beaucoup d'autres produits, comme les liants utilisés en peinture. De fait, tous les tests réalisés pour détecter spécifiquement la présence de sang se sont révélés négatifs[117]. Enfin la présence de sang est incompatible avec le fait que ce fluide a eu le temps de coaguler avant sa mise au tombeau, avec la coutume juive de l'inhumation au Ier siècle[118], notamment l'obligation de nettoyer et purifier rituellement la dépouille (tahara) même un jour de Shabbat[119] et l'oindre d'aromates[120] avant l'ensevelissement, ce qui implique que le corps de Jésus n'était plus recouvert de sang lors de son inhumation[121] ;
3. L’analyse des niveaux de densité de coloration de l’image du visage, a permis de mettre en évidence une information de nature tridimensionnelle, à l’origine de la propriété similaire à celle d'un négatif photographique ;
4. La combinaison des informations de nature physique, chimique, biologique et médicale n’a pas permis d’expliquer comment l’image s’est formée et quel phénomène l’a engendrée.

### Datation par le carbone 14 (1988-1989)
La datation par le radiocarbone a été mise au point à partir des années 1950. Les résultats obtenus sont exprimés en termes de probabilité, à savoir une date et un écart-type. Cet écart-type correspond à l'intervalle au sein duquel l'âge réel est présent avec une probabilité de 68 %. Si l'on double l'écart-type, l'intervalle contient l'âge réel avec une probabilité de 95 % (Voir courbe de Gauss).

#### Mise en place du protocole
En 1984, le Sturp proposa un protocole pluridisciplinaire pour effectuer la datation par le radiocarbone du tissu : il comprenait la prise de six échantillons, leurs analyses physico-chimiques et leur datation par le carbone 14. Les méthodes SMA (spectrométrie de masse avec accélérateur) et celle des compteurs seraient utilisées suivant la technologie adoptée par les six laboratoires retenus.
En octobre 1986, après quelques jours de consultation avec les intéressés, l'archevêque de Turin, Mgr Ballestrero, proposa le programme suivant : sept laboratoires étaient retenus (cinq par SMA, deux par méthode des compteurs). Une spécialiste en textiles anciens allait superviser les prélèvements. Des analyses physico-chimiques des échantillons se succéderaient avant destruction. Chaque laboratoire allait recevoir un échantillon du suaire, deux échantillons de référence et un faux échantillon. Trois organismes officiels, l'Académie pontificale des sciences, l'institut de Métrologie Colonnetti de Turin et le British Museum, allaient se porter garants du bon déroulement de l'étude ainsi que du traitement et de la communication des résultats.
Un an plus tard, un protocole plus réduit fut annoncé par le secrétaire d'État de Jean-Paul II, comportant trois laboratoires et utilisant la méthode SMA, le tout supervisé par le British Museum.

#### Prélèvement et datation
Le 21 avril 1988, les opérations de prélèvement d'échantillons commencèrent sous la direction de Giovanni Riggi di Numana. Quatre heures furent nécessaires pour décider de l'emplacement du prélèvement de l'échantillon. Le choix se porta sur une zone en bordure du Suaire de Turin, adjacente à l'emplacement du prélèvement effectué en 1973.
L’échantillon prélevé fut scindé en deux parties ; la seconde partie fut coupée en trois morceaux, un pour chaque laboratoire. Étant donné qu'un de ces morceaux présentait un poids inférieur à 50 mg (poids minimum pour les analyses), on lui adjoignit un morceau de la première partie. On plaça enfin les échantillons dans de petits récipients en acier. On procéda de même avec les trois échantillons de contrôle. L'opération de datation par les laboratoires de l'université d'Oxford, de l'université de l'Arizona et de l'École Polytechnique Fédérale de Zurich pouvait commencer.

#### Conclusion de l'analyse
Le 13 octobre 1988, le cardinal Ballestrero annonce dans une conférence de presse les résultats de la datation transmis par le professeur Tite du British Museum. La concentration moyenne en 14C du lin donne une date médiévale située entre 1260 et 1390 avec une probabilité de 95 %. Le statut du Saint-Suaire n'était dorénavant plus celui d'une relique insigne mais celui « d'une merveilleuse icône » selon les mots du cardinal, et une création médiévale pour la majeure partie de l’opinion publique.
À Londres, le lendemain, le Dr Tite, assisté du Dr Hedges (Oxford) et du professeur Hall (Oxford et membre du conseil de direction du British Museum) annoncèrent leur résultat, corroborant l'annonce de la veille.
Quatre mois plus tard, parut dans la revue scientifique Nature un compte-rendu de l'étude.
Le tableau ci-dessous résume les résultats tels que publiés dans le tableau 2 de l'article. Les valeurs sont exprimées en années avant 1950, année de référence pour les datations radiocarbone.
| Échantillons              | Suaire | Contrôle 1 | Contrôle 2 | Contrôle 3 |
| ------------------------- | ------ | ---------- | ---------- | ---------- |
| Arizona                   | 646±31 | 927±32     | 1995±46    | 722±43     |
| Oxford                    | 750±30 | 940±30     | 1980±35    | 755±30     |
| Zurich                    | 676±24 | 941±23     | 1940±30    | 685±34     |
| Moyenne non pondérée      | 691±31 | 936±5      | 1972±16    | 721±20     |
| Moyenne pondérée          | 689±16 | 937±16     | 1964±20    | 724±20     |
| Valeur du χ²              | 6,4    | 0,1        | 1,3        | 2,4        |
| Niveau de significativité | 5 %    | 90 %       | 50 %       | 30 %       |

| Contrôle 1 | Morceau de lin issu d'une tombe à Qasr Ibrîm en Nubie, qui est estimé du XIe ou XIIe siècle.      |
| Contrôle 2 | Morceau de lin d'une collection du British Museum, venant de Thèbes, estimé autour du IIe siècle. |
| Contrôle 3 | Échantillon de la chape de Louis d'Anjou, estimé autour du XIIIe ou XIVe siècle                   |

Malgré ces travaux, le débat scientifique continue d’entretenir la discussion.
Ces dernières années, les données de datation au radiocarbone ont fait l'objet d'analyses statistiques répétées, dans le but de tirer des conclusions sur la fiabilité de la datation au C14 à partir de l'étude des données plutôt que de l'étude du linceul lui-même. Les études ont toutes conclu que les données manquent d'homogénéité, ce qui pourrait être dû à des anomalies non identifiées dans le tissu testé, ou à des différences dans les processus de nettoyage avant test utilisés par les différents laboratoires. Après une demande formelle pour obtenir accès aux données gardées par le British Museum, le chercheur T. Casabianca et son équipe ont rétudié les statistiques et estiment qu'elles ne valident pas le niveau de confiance de 95 % revendiqué dans l'article original du fait de la présence de « sérieuses incongruités », sans pour autant en conclure que la datation du suaire serait plus ancienne.

## Position de l'Église catholique

### Le suaire et la théologie
Un peu moins de trois semaines après la découverte du photographe Secondo Pia, l'Osservatore Romano, journal officiel du Vatican, publie le 15 juin 1898 un article relatant l'événement mais sans prendre position. Durant plus de quarante ans, l'Église s'abstient de toute déclaration.
En 1983, le Saint-Siège devient propriétaire de l'objet. Cependant, comme toujours avec ce qui peut s'apparenter à une relique, et conformément à la doctrine définie en détail lors du concile de Trente, l'Église catholique se montre prudente. Elle n'a jamais pris de décret qui fasse officiellement du suaire une relique et elle a acté les résultats de la datation par le carbone 14 effectuée en 1988 concluant à un objet du XIVe siècle, sans demander de contre-expertise.
Comme pour d'autres dévotions catholiques, ceci est laissé à la décision de chaque fidèle tant que l'Église ne délivre pas un avis contraire. Selon le Vatican, que ce tissu ait ou non enveloppé le corps du Christ n'a aucune incidence, ni sur la foi, ni sur le contenu de la Bible chrétienne.
Selon le théologien et philosophe des sciences Jean-Michel Maldamé, une « authenticité » du Suaire de Turin poserait plus de questions qu'elle n'en résoudrait, sur les plans dogmatique et épistémologique.

### Une icône
En 1998, au cours d'un déplacement à Turin, Jean-Paul II qualifie le suaire de « provocation à l'intelligence » tout en invitant les scientifiques à continuer leurs travaux. Il indique que ce qui compte avant tout pour le croyant est que le linceul soit « miroir de l'Évangile ».
Pour Benoît XVI comme pour son prédécesseur, le suaire apparaît plutôt comme une icône, tout comme pour le pape François qui désigne l'image comme « l'homme du Linceul ».
Lors de la crise du Covid-19, le pape François est venu prier lors d'une exposition publique du Suaire.

### Refus de nouvelles expertises
L’Église catholique refuse l'éventualité d'une nouvelle datation par le carbone 14. Jacques Évin l'explique dans Le Monde du 24 juin 2005 : « La pièce se dégrade. Ce qui est fondamental, c'est désormais sa préservation. Il s'agit d'une œuvre d'art. » De plus, d'après lui, il est probable que, malgré les nécessaires précautions à prendre, il resterait toujours des personnes pour douter. Par ailleurs, Jacques Évin ajoute que, dès le premier programme de datation en 1988, les précautions opératoires avaient dépassé très largement les habitudes scientifiques en la matière, ce qui n’a pas empêché les nombreuses critiques.

## Jean Calvin sur l'inauthenticité du suaire
Dans son Traité des reliques (1543), le réformateur protestant Jean Calvin explique l'inauthenticité du suaire comme suit :

« Partout où ils se disent avoir le Saint-Suaire, ils montrent un grand linceul qui couvrait tout le corps avec la tête; et voit-on là l'effigie d'un corps tout d'un tenant. Or, l'évangéliste saint Jean dit que Jésus-Christ fut enseveli à la façon des Juifs. Et quelle était cette façon, non-seulement on le peut entendre par la coutume que les Juifs observent encore aujourd'hui, mais aussi par leurs livres, qui montrent assez l'usage ancien : c'est d'envelopper à part le corps jusques aux épaules, puis envelopper la tête dedans un couvre-chef, le liant aux quatre coins. Ce qu'aussi l'évangéliste exprime, quand il dit que saint Pierre vit les linges d'un côté, où le corps avait été enveloppé; et d'un autre côté le suaire qui avait été posé sur la tête. Car telle est la signification de ce mot de suaire, de le prendre pour un mouchoir, ou couvre-chef, et non pas pour un grand linceul qui serve à envelopper le corps. Pour conclure brièvement, il faut que l'évangéliste saint Jean soit menteur, ou bien que tous ceux qui se vantent d'avoir le Saint-Suaire soient convaincus de fausseté, et qu'on voie ouvertement qu'ils ont séduit le pauvre peuple par une impudence trop extrême. »

## Le Saint-Suaire

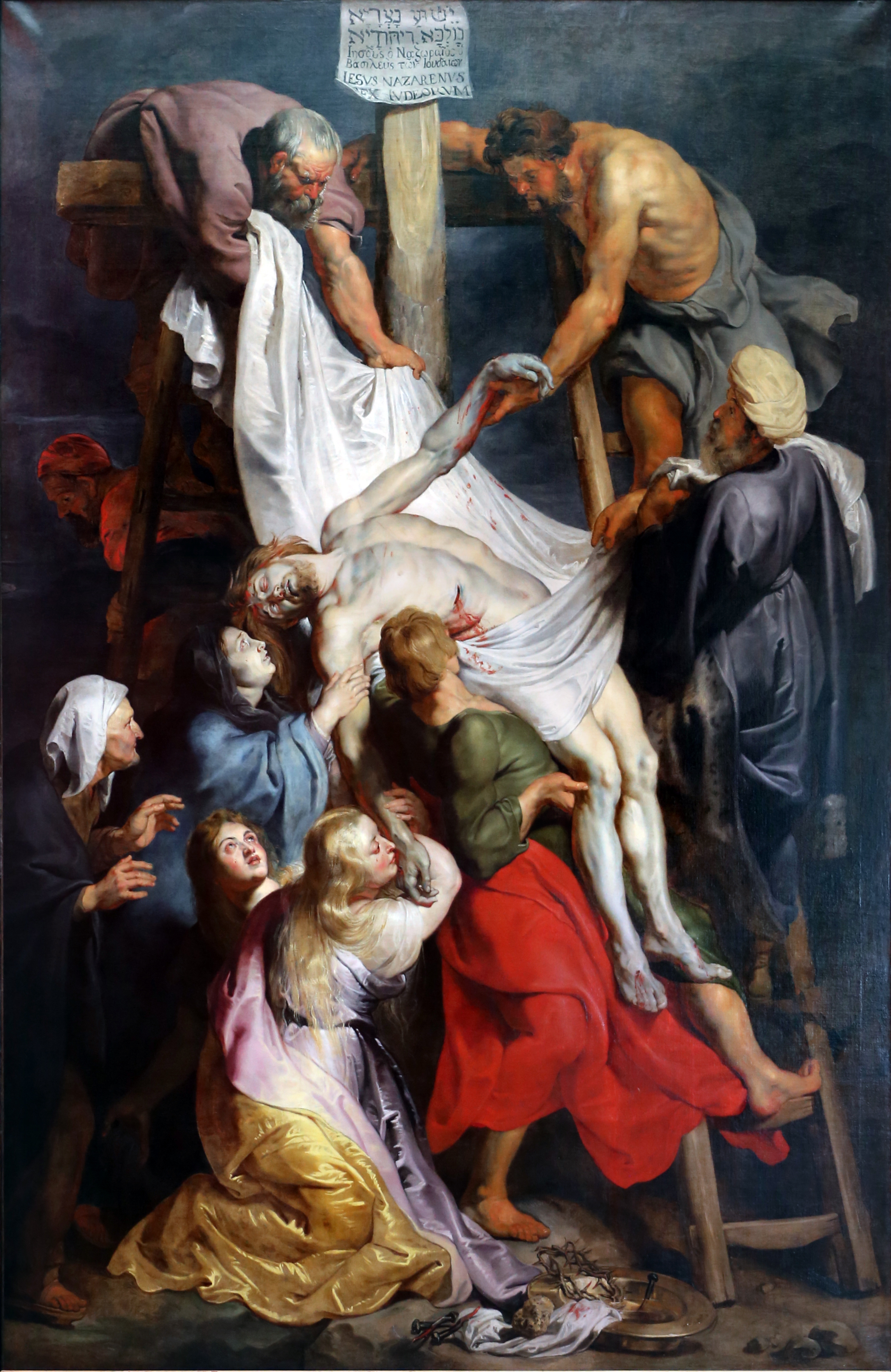
Dans le tableau Descente de croix de Rubens, conçu pour un retable qui se déploie au-dessus d'un autel, le linceul sur lequel le corps du christ est descendu représente symboliquement la nappe de l’autel, Jésus offrant son corps eucharistique.

L'étoffe conservée de nos jours à Turin constitue l'une des multiples pièces de tissu présentées comme reliques à travers le monde et dans lesquelles certains veulent voir le Saint-Suaire « authentique ». Cette revendication d'authenticité n'est corroborée par aucune trace historique ou archéologique et, concernant le linceul de Turin, son histoire documentée remonte à 1357. Le suaire de Turin est considéré comme l'« artefact le plus étudié de l'histoire ».

### Les linges funéraires de Jésus dans les évangiles canoniques et la réalité historique
Les linges funéraires de Jésus sont mentionnés dans les Évangiles canoniques. Les trois Évangiles synoptiques (Matthieu et Luc, reprenant Marc, composé vers 65-70), parlent d'un linceul (en grec sindon) au moment de l'ensevelissement du corps de Jésus. L'Évangile selon Jean (écrit vers 90-100), qui présente le récit le plus détaillé de la passion du Christ (avec notamment l'épisode de la lance perçant le flanc de Jésus) parle de « bandes de tissu » (othonia) au moment de l'ensevelissement, et de la découverte de ces « bandes » et du « linge ayant recouvert la tête de Jésus » (en grec « soudarion ») qui, vides, apparaissent alors comme des preuves (des « témoins ») de la Résurrection. Rien n'y est dit sur la conservation ou la vénération ultérieure de ces linges, non plus que dans les Actes des Apôtres, écrits vers 80-85 par le même auteur que l'Évangile selon Luc, et qui raconte notamment l'histoire de la première communauté de disciples de Jésus à Jérusalem. Le récit détaillé de Jean met en évidence la contradiction du suaire de Turin couvrant le corps de la tête aux pieds, avec la coutume juive à cette époque qui était de couvrir la tête des personnes mortes de bandelettes qui maintenaient le menton et la bouche fermée et de couvrir le reste du corps avec un autre linge.
Selon l’historien Yosef Klausner, après le crucifiement, méthode d'exécution romaine, les cadavres restaient en place pour devenir la proie des oiseaux puis mis en fosse commune. Tel était le cas pour les étrangers non libres de l'Empire romain et coupables de crimes. Mais en Palestine, les Romains respectaient la Loi juive (Dt 21:22-23) qui défendait de laisser un cadavre suspendu au gibet au-delà de la soirée du jour de l'exécution. D'où l'hypothèse de Klausner que Jésus fut déposé temporairement dans la tombe de Joseph d'Arimathie puis que ce dernier l'aurait transféré dans une sépulture anonyme afin de ne pas laisser le corps d'un supplicié souiller le tombeau de ses ancêtres. L'historien des religions Charles Guignebert pense que le corps de Jésus, comme tout supplicié, a été jeté dans la fosse commune tandis que John Dominic Crossan considère que l'histoire des linges funéraires et de Joseph d'Arimathie qui offre son propre sépulcre pour l'inhumation de Jésus est une invention des évangélistes.
Le linceul est tissé en chevron dit « trois en un » avec des fils à torsion en Z, technique inhabituelle traduisant probablement l'utilisation de 2 fuseaux. Il est formé de 38,6 fils par centimètre pour la chaîne et de 25,7 fils par centimètre pour la trame, chaque fil étant composé de 10 à 15 fibres entrelacées. Cette densité est forte par rapport aux textiles en lin manufacturés dans la Palestine antique avec 10–15 fils pour la chaîne et 15–20 par cm pour la trame. De plus, tous les textiles de lin de Palestine de l'Antiquité jusqu'à la période médiévale sont à torsion en S (seuls quelques textiles en laine de l'époque romaine sont à torsion en Z, comme à Massada), ce qui suggère que le linceul n'a pu être fabriqué ou importé en Palestine au temps de Jésus.

### Les linges mortuaires comme témoins de la résurrection dans la littérature à partir duIVesiècle
Il n'existe aucun texte durant les quatre premiers siècles de l'ère chrétienne qui évoque une éventuelle conservation. En revanche, certains textes exploitent le thème littéraire des linges mortuaires vides comme « témoins » (preuves) de la résurrection, comme la catéchèse de Cyrille de Jérusalem au IVe siècle. Un décret du pape Silvestre Ier dès l'an 314 demande que les nappes recouvrant les autels des églises soient en lin, comme le linceul du Christ.
Certains textes apocryphes évoquent le sort du linceul juste après la résurrection. L'un d'entre eux, aujourd'hui perdu, est cité à la fin du IVe siècle par Jérôme de Stridon dans son De viris illustribus (393) : « Quant à l'évangile qui est appelé « selon les Hébreux », et que j'ai récemment traduit en langue grecque et latine et qu'Origène utilise souvent, il raconte les faits suivants qui se placent après la Résurrection du Sauveur : Mais quand le Seigneur eut donné le linceul au serviteur du prêtre, il alla vers Jacques et lui apparut. Jacques en effet avait juré de ne plus manger de pain à partir de l'heure où il avait bu la coupe du Seigneur jusqu'à ce qu'il le voie ressuscité d'entre ceux qui dorment »,. » On ne sait pas si cet Évangile selon les Hébreux est distinct ou non de l'Évangile des Nazaréens, dont parle aussi Jérôme. Le fait que Jérôme dise qu'Origène (~185- ~253) l'utilise, conduit à le dater au IIe siècle, et l'exaltation qui est faite de Jacques, frère du Seigneur, le chef de la première communauté de Jérusalem, et qui semble être ici le premier témoin de la Résurrection, conduit à le situer dans le milieu judéo-chrétien. Malgré l'absence du contexte du passage, le « serviteur du prêtre » cité serait peut-être le serviteur du Grand-Prêtre qui se serait fait couper l'oreille lors de l'arrestation de Jésus (Mt 26. 51 et Jn 18. 10).
Dans les Actes de Pilate (aussi appelés Évangile de Nicodème), texte apocryphe du IVe siècle qui a fortement influencé la culture occidentale, Joseph d'Arimathie qui aurait enveloppé le corps de Jésus dans le linceul, et qui aurait été emprisonné par les juifs, est libéré et emporté au ciel par Jésus, qui lui prouve son identité en lui montrant le tombeau vide avec le linceul et le suaire qui lui recouvrait le visage (paraphrasant là le passage de l'évangile de Jean), ce qui suppose implicitement que ces linges soient restés là quelque temps après la Résurrection,.
L'évangile de Gamaliel (en fait d'un pseudo-Gamaliel), qui daterait de la seconde moitié du Ve et serait d'origine copte, développe le thème littéraire du linceul en relation avec la personne de Ponce Pilate, vénéré par les chrétiens coptes. Dans une lettre à Hérode, Pilate raconte qu'il est entré avec un centurion dans le tombeau vide de Jésus, et y a trouvé le linceul, dont le contact guérit le centurion d'une blessure à l'œil. Hérode demande qu'on lui envoie le linceul, mais ce dernier est enlevé au ciel. Dans un autre fragment copte, Pilate prend le linceul, le serre contre lui, et pleure en l'embrassant.
Tous ces passages « paraphrasent plus ou moins l'évangile selon Jean. Parfois, l'idée du passage du linceul à quelqu'un d'autre est impliquée dans la logique de la narration. Pourtant, le fait même de ce passage n'est pas volontairement mis en exergue par l'Évangile selon les Hébreux et les Actes de Pilate, comme s'ils voulaient insinuer qu'il y a là l'origine de la transmission interrompue d'une précieuse relique. C'est simplement dans l'intention d'honorer d'une manière spéciale tel personnage par un contact ou la réception du linceul que les textes mentionnent ce passage ».

### Le suaire comme relique
La première attestation connue d'une croyance en la conservation des vêtements mortuaires de Jésus en tant que reliques se trouve dans les Consultationes Zacchaei christiani et Apollonii philosophi, traité apologétique daté probablement de 408-410, dans lequel les doctrines du christianisme sont expliquées à un païen. Les vêtements mortuaires sont mentionnés en liaison avec une autre relique, les traces de pas de Jésus imprimés dans le sol au moment de son ascension : « Voici que les vêtements de son bienheureux sépulcre contiennent encore les indices de la croix et de la mort du Seigneur, et qu'un endroit marqué par la multitude qui y est présente témoigne de son Ascension au ciel qui se produisit après qu'on eut constaté sa Résurrection. Les traces de ses pas demeurent presque encore imprimées dans le sol, et les régions purifiées par ses œuvres fournissent des exemples de ses puissances. » Si la tradition des empreintes de pas est bien attestée à l'époque (elles se trouveraient dans l'église de l'Ascension à Jérusalem, bâtie dans la dernière décennie du IVe), celle des vêtements mortuaires ne trouva pas d'écho au Ve, en dépit de la présence de pèlerins réceptifs à de telles croyances et alors qu'à la même époque Jérôme de Stridon cite le passage de l'Évangile des Hébreux Pour Jean-Louis Feiertag, cela pourrait s'expliquer soit par « l'absence de tout objet qu'on aurait pu faire passer pour des vêtements mortuaires », soit « faute d'avoir été favorablement accueillie par le pouvoir politique et religieux. Plutôt qu'une relique, c'est une simple rumeur qui se trouve vraisemblablement à son origine ».
Avec les récits de pèlerinage, le thème se développe. Le pseudo Antonin de Plaisance vers 560-570, rapporte une tradition selon laquelle le suaire ayant recouvert le visage de Jésus serait gardé par sept vierges dans une grotte à l'embouchure du Jourdain. Et au VIIe siècle Adamnus rapporte dans son De locis sanctis qu'Arculfe, un pèlerin gaulois dit avoir vu à Jérusalem, outre une relique de la Sainte Lance et un tissu tissée par la Vierge Marie représentant le Christ et ses douze apôtres, le suaire ayant recouvert la tête de Jésus,. Selon Arculfe, le linge, retrouvé trois ans auparavant, aurait été enlevé du tombeau de Jésus par un juif chrétien. À sa mort, on aurait partagé son héritage entre ses deux fils : d'une part le suaire seul et de l'autre tous ses autres biens. Celui qui avait choisi les biens fut finalement ruiné alors que celui qui s'était contenté du suaire y gagna, avec sa descendance jusqu'à la cinquième génération, richesses sur terre et salut dans les cieux. Au cours des générations, des juifs non-chrétiens héritèrent du suaire, ce qui déclencha une dispute avec les chrétiens. Le calife Muawiya Ier aurait appelé les deux parties et jeté le tissu aux flammes pour les départager : celui-ci serait resté suspendu et aurait volé vers le parti des chrétiens. Le linceul aurait été gardé dans un écrin et vénéré par la population. Arculfe l'aurait embrassé. Pour J.-L. Feiertag, il est vraisemblable que la lecture des textes apocryphes envisageant le sort du linceul après la Résurrection (Évangile selon les Hébreux, Actes de Pilate), a pu renforcer auprès des pèlerins de Palestine de l'époque — sensibles à la littérature hagiographique — la crédulité en la conservation du linceul en un lieu précis.
L'idée d'une impression miraculeuse de l'image du cadavre de Jésus sur les linges funéraires est totalement absente de tous ces textes.

## Hypothèses des partisans de l'authenticité
Les datations obtenues pour le linceul de Turin font l'objet de critiques portant sur la qualité et la quantité de l'échantillonnage (un seul échantillon prélevé puis subdivisé) ainsi que sur le traitement des résultats. Depuis 2005, plusieurs articles publiés dans des revues techniques ou scientifiques ont tenté de remettre en question la pertinence de la datation de 1988.
La position de Raymond Rogers, professeur de chimie à l'université de Los Alamos et directeur de recherche du Sturp, a fait l'objet d'une publication dans la revue Thermochimica Acta. Il propose un âge du tissu compris entre 1 300 et 3 000 ans suivant une méthode qu'il a mise au point, par mesure de la concentration de vanilline. En parallèle, il conduit une analyse sur la présence de différents colorants, à l'issue de laquelle il avance que les échantillons utilisés pour la datation au carbone 14 ne sont pas représentatifs du linceul originel (non-homogénéité de l'échantillon prélevé). Patrick Berger, diplômé de l'ENS de Lyon et professeur à l'IUFM de Créteil, dernier président du cercle zététique, a fortement critiqué les méthodes utilisées par Rogers, expliquant qu'elles avaient été mal calibrées et qu'elles ne portaient que sur les fibres superficielles de la relique, celles qui ont été affectées par l'incendie de 1532. D’autres scientifiques, dont Jacques Evin, spécialiste du carbone 14, ont dénoncé les faiblesses de l’article de Rogers, tout en expliquant que les prélèvements et analyses avaient été effectuées selon toutes les procédures habituelles et que l'attribution d'une origine médiévale au tissu est dès lors incontestable. Rogers répond en retour qu'il avait accepté les résultats de la radiodatation sur l'échantillon, mais doute que Nickell, un de ses détracteurs, ait eu la compétence nécessaire pour interpréter correctement sa méthode d'analyse par spectrométrie et donc la remettre en cause. Philip Ball relève pour sa part que Rogers n'explique pas comment il aurait été possible que les fils « réparés » utilisés pour la datation au carbone 14 aient pu être insérés dans le tissu ancien avec une telle dextérité que les experts en textile qui ont sélectionné la surface destinée à faire l'objet de l'analyse n'ont pas remarqué la substitution.
En 2015, une étude publiée dans la revue Thermochimica Acta par Bella, Garlaschelli et Samperi réfute les conclusions de Rogers et explique les différences de masse spectrale du tissu relevées par Rogers sont dues à la présence d'un contaminant et qu'une fois ce contaminant écarté, les masses spectrales sont similaires. Cette étude rejette également la théorie d'une « réparation invisible » qu'elle qualifie de théorie pseudoscientifique. Dans la revue Radiocarbon, un examen de l'échantillon utilisé par le laboratoire d'Arizona lors de la datation de 1988 réfute lui aussi l'existence d'une réparation. Les conclusions de l'étude de Thermochimica Acta de Bella et al. sont à leur tour contestées par une autre étude publiée dans la même revue expliquant que l'analyse technique et les conclusions de l'article de Bella et al. sont incorrectes.
Dans un article de revue de la littérature, Ioannis Karapanagiotis conclut que : « La datation au carbone 14 du Suaire de Turin a déterminé qu’il s’agit d’un tissu médiéval, un résultat difficile à écarter, malgré les diverses préoccupations et contestations exprimées au fil des années. Depuis son invention par W.F. Libby à la fin des années 1940, la datation au radiocarbone a régulièrement produit de nombreux résultats en accord avec les archives historiques et les découvertes archéologiques, renforçant ainsi sa crédibilité en tant que méthode scientifique de datation fiable. Par conséquent, à moins qu’une preuve universellement acceptée ne soit présentée démontrant que la datation au carbone réalisée en 1989 comportait une erreur à un moment de sa mise en œuvre, la plupart des scientifiques resteront sceptiques quant à l’authenticité du Suaire, le considérant comme un objet médiéval étrange, sans lien direct avec l’ensevelissement de Jésus de Nazareth ».

### Étude des pollens
En 1973 et en 1978, Max Frei-Sulzer (de), criminologue suisse, effectua une étude des pollens pour déterminer les régions où le linceul aurait séjourné. Ses conclusions tendaient à montrer que sur les 58 espèces végétales trouvées, une majorité de pollens (45) étaient originaires de Palestine ou d'Anatolie. Ces résultats ont été critiqués à plusieurs reprises, car considérés comme trop précis, difficilement interprétables et jamais publiés dans des revues scientifiques à comité de lecture. En effet, selon la remarque de Guy Jalut, professeur de palynologie à l'université Toulouse-III-Paul-Sabatier de Toulouse, comment expliquer l'absence du chêne, de l'olivier et de graminées (à l'exception du riz), espèces abondantes dans les régions méditerranéennes où le suaire a séjourné depuis le XVIe siècle ? De plus, la présence de pollens orientaux peut s'expliquer par la vente d'onguents et de parfums orientaux contenant ces pollens vendus aux foires de Champagne, ces substances ayant pu servir à l'embaumement et être utilisées pour fabriquer le suaire au Moyen Âge. Ils peuvent également s'expliquer par la contamination du suaire par un autre tissu confectionné sur le même métier à tisser.
Enfin, les palynologues (spécialistes des pollens) précisent qu’il est parfois impossible de déterminer une espèce végétale à partir de son pollen. Souvent, l'étude ne permet que la détermination du genre, voire de la famille. Dans tous les cas, la détermination de l'origine géographique est exclue.
Les prélèvements de pollen examinés par deux autres équipes[Qui ?] montraient que tous les grains étaient couverts de calcite, minéral déposé lors du lavage à la suite de l'incendie de Chambéry. Or, tel n'était pas le cas pour ceux présentés par Max Frei-Sulzer. Le micropaléontologue Steven Shafersman qualifie même ce dernier de « fraudeur », après s'être aperçu que les illustrations que Frei présentait au public comme des photos de pollens provenant du suaire n'étaient en réalité que des photos de pollens de référence. Frei venait d'effectuer un voyage à Istanbul, Urfa et Jérusalem en compagnie de Ian Wilson (en) pour « récolter une série de plantes caractéristiques du Moyen-Orient ». Joe Nickell rappelle que précédemment Frei avait examiné les « carnets d'Hitler » et les avait déclarés authentiques.
Le professeur Avinoam Danin (es), de l'université hébraïque de Jérusalem, affirme dans des publications scientifiques avoir reconnu l'image de plantes originaires de la région de Jérusalem sur le suaire. Il déclare notamment que « l'aire dans laquelle les trois plantes fraîches choisies comme indicateurs auraient pu être recueillies et posées sur le linceul à côté du corps de l'homme crucifié est l'aire comprise entre Jérusalem et Hébron ». Les mêmes réserves que pour Frei peuvent être émises sur cette étude de paléobotanique.

### Techniques de reproduction envisagées
Philip Ball, dans un article paru sur le site internet de Nature en 2005 déclare : « On ne sait tout simplement pas comment l'image fantomatique du corps d'un homme paisible et barbu a été réalisée ; bien que de bons résultats expérimentaux aient été obtenus par nombre de chercheurs, dans le sens où, à première vue, l'image, généralement limitée au visage, est similaire à celle de l'homme du suaire de Turin, à ce jour, aucun essai n'a été capable de reproduire toutes les caractéristiques de l'image imprimée sur le suaire de Turin,.».
En raison de l'accumulation de caractéristiques spécifiques, l'explication du mécanisme de formation reste difficile, donnant lieu à de nombreuses conjectures pseudo-scientifiques mais aussi à des hypothèses testables et non testables. Les causes peuvent être rangées en quatre groupes :
- une suite de phénomènes naturels. Cette hypothèse n'implique pas nécessairement que le suaire soit « authentique » puisque l'étoffe peut aussi avoir enveloppé une personne autre que celle de Jésus.
- un procédé de fabrication conçu volontairement par un être humain ;
- un procédé reproductible aujourd'hui mais impossible à produire durant l'Antiquité ou le Moyen Âge ;
- certains scientifiques ont cependant réussi à reproduire l'empreinte négative d'un visage sur une étoffe en se servant d'un bas-relief, d'oxyde ferrique et de gélatine[177] ;
- les autres hypothèses.

### Hypothèses fondées sur des phénomènes naturels
Les phénomènes naturels envisagés dans l'histoire sont les suivants :
- la vaporographie : en 1902, Paul Vignon envisage une technique : la vaporographie. L'aloès répandu sur un corps lors de son embaumement aurait été bruni par les vapeurs ammoniacales émanant du cadavre en décomposition ;
- le rayonnement solaire : il a été envisagé que l'image du linceul soit la conséquence des rayons solaires sur la toile enduite de myrrhe et d'aloès (Rodante, Mouraviev) ;
- la transpiration : c'est l'hypothèse émise par Antoine Legrand en 1938. Elle supposait un contact entre le linceul et la sueur d'un corps ;
- l'effet corona : cette hypothèse est avancée notamment par l'Italien Giulio Fanti[178]. L'effet corona, aussi appelé « effet couronne », est une décharge électrique entraînée par l'ionisation du milieu entourant un conducteur. Elle se produit lorsque le potentiel électrique dépasse une valeur critique mais que les conditions ne permettent pas la formation d'un arc. Cet effet est utilisé, entre autres, dans les lampes à plasma. Des expériences entreprises ont permis la formation d'une image détaillée avec une double superficialité. Cependant on ne sait quelle cause aurait pu engendrer un tel phénomène ;
- l'émission de neutrons due à un séisme par effet piézonucléaire : c'est l'hypothèse émise par le professeur Alberto Carpinteri (en). Un puissant séisme aurait frappé Jérusalem au moment de la mort de Jésus et les ondes dégagées par les roches broyées auraient bombardé le linceul de Jésus de neutrons qui, par réaction chimique avec des atomes d'azote présents dans les fibres de lin, auraient imprimé le corps du Christ sur le tissu. Ce bombardement neutronique aurait également bouleversé le taux de carbone 14 du linceul, faussant ainsi les résultats de l'étude de 1988[179]. Cette hypothèse est cependant contredite par d'autres chercheurs comme Gordon Cook qui rappellent qu'« on procède à la datation d'objets de cet âge depuis des décennies et personne à ce jour n'a rencontré ce genre d'erreur », notamment les datations au carbone 14 d'objets provenant de zones fortement sismiques telles que le Japon[180]. Par ailleurs; l'effet piézonucléaire est largement remis en cause par la communauté scientifique[181] ;
- la réaction de Maillard : elle se produit lorsque des acides aminés, en présence de sucres, et à température élevée, brunissent en créant un composé semblable à l’humus et de composition très voisine. Raymond Rogers et Anna Arnoldi ont formulé cette hypothèse en 2002[182] et l'ont reprise l'année suivante[183]. Le jaunissement de l'image serait dû à cette réaction chimique entre des vapeurs d'ammoniaque (issues de la décomposition du cadavre) et quelques impuretés (amidon enduit sur les fils de chaîne des métiers à tisser pour en faciliter le tissage, résidus de saponaire après rinçage) présentes superficiellement sur le lin à cause de son procédé de fabrication connu depuis l'antiquité et décrit chez Pline l'Ancien[184]. Rogers reconnaît que son hypothèse ne répond pas à toutes les questions et ne prouve pas comment l'image s'est formée ni « l'authenticité » de l'étoffe[185].

La superficialité de la coloration, qui est présentée comme une caractéristique extraordinaire du linceul par les partisans de son authenticité, s'explique pourtant par une oxydation acide déshydratante, processus chimique dont les étapes se rapprochent de la réaction de Maillard mais qui n'ont pas besoin de haute température, ce processus chimique étant l'hypothèse actuelle la plus plausible : après tissage sur un métier à tisser à main, le linceul fut lavé dans une solution à base de saponaire, rincé et mis à sécher au soleil, ce qui entraîna la solution à la surface du tissu et concentra ses impuretés organiques (résidus plus ou moins hydrolysés de saponine, amidon, résidus provenant du lin lui-même). L'oxydation acide déshydratante sur ces impuretés entraîna le jaunissement du linceul. Cependant, la coloration plus prononcée sur l'image de l'homme (jaunissement sépia) reste débattue et soumise à plusieurs hypothèses : transfert volontaire de poudre d'un artiste, apport de substances carbonées issues de la décomposition d'un cadavre et entraînant une oxydation supplémentaire.

## Hypothèses autour de l'artefact
La peinture fut la première hypothèse de faux envisagée. Elle a été avancée dès le XIVe siècle dans le Mémoire de Pierre d'Arcis qui parle de « pannus […] artificiose depictus » (« un morceau de tissu ingénieusement peint »). En 1978, le Sturp exclut l'œuvre d'un peintre. L'un des membres du Sturp, Walter Mac Crone, arriva à une conclusion en opposition avec le reste de l'équipe, affirmant qu'il s'agit selon lui d'une peinture constituée de pigments d'ocre rouge et de vermillon et que les « taches de sang » sont composées des mêmes substances enrobées dans un composé à base de collagène,,. Cependant, ces quelques traces de peintures peuvent provenir de la pratique médiévale de créer des répliques afin de développer le commerce des reliques. Des artistes sont en effet autorisés depuis le XVIe siècle à voir le suaire, à en faire une copie et à poser leurs peintures sur le linceul afin de les « sanctifier », pouvant à cette occasion transférer les pigments de peinture de leurs répliques sur le suaire. Selon le membre du Sturp Barrie Schwortz, il y a des documents qui attestent de cette pratique à cinquante-deux reprises.
Poursuivant l'hypothèse d'une œuvre réalisée par un artisan du Moyen Âge, Joe Nickell, Paul-Éric Blanrue et Henri Broch,, avancent qu'il est techniquement possible pour un artiste de réaliser une empreinte négative sur toile sans laisser apparaître de traces de pinceaux, à l'aide d'un bas-relief enduit d'un produit colorant. Un simple recouvrement du modèle par un linge humide suivi d'un tamponnement permet alors de constituer une empreinte en négatif sur le tissu,. Lors d'une expérience organisée en 2005 par les journalistes de la revue Science & Vie, Paul-Éric Blanrue a réalisé une réplique du visage du suaire en utilisant un mélange de produits et avec des moyens qui existaient au Moyen Âge,.
La technique du transfert de poudre a été développée par Emily Craig et Randall Bresee. Ceux-ci proposent un mode opératoire qui aurait pu être utilisé au Moyen Âge. Le résultat obtenu s'approche de celui du linceul. Selon Marcel Alonso, « Mrs Emily Craig, disciple (sérieuse) de Joe Nickell et de Mac Crone a réussi des portraits à l'hématite et au collagène, non seulement très ressemblants à l'image du Linceul, mais dont l’inversion chromatique est surprenante de beauté et de fidélité au Linceul, y compris pour l'aspect tridimensionnel. ».
La protophotographie : il s'agit d'une hypothèse émise en 1995 par le Sud-Africain Nicholas Allen. L'hypothèse d'une photographie négative d'Allen nécessite l'usage d'une chambre noire de grande dimension avec un objectif en quartz naturel taillé en loupe ou lentille et dans laquelle il faut tendre un drap de lin imprégné de nitrate ou de sulfate d'argent sur lequel il aurait projeté l'image d'un corps ou d'une statue. L'image se fixerait par trempage du tissu dans une solution diluée d'ammoniac (l'urine, dont les déchets azotés produisant de l'ammoniac au contact de l'air, peut servir à cet effet), ce qui donne une couleur jaune paille. Cette hypothèse comporte de nombreux obstacles concernant la lumière nécessaire pour créer une image similaire à celle présente sur le linceul, et le résultat de l'expérience a été testé et n'offre pas la finesse tridimensionnelle du suaire de Turin. De plus, la photosensibilité du sulfate d'argent est inconnue au Moyen Âge.
Un faux de Léonard de Vinci : depuis 1994, une hypothèse, largement diffusée, a été soutenue par Lynn Picknett et Clive Price : le suaire de Turin serait l'œuvre de Léonard de Vinci. Cette hypothèse a connu une médiatisation importante grâce au documentaire réalisé par Susan Gray Leonardo da Vinci the man behind the Shroud of Turin ? (Léonard et le mystère du suaire de Turin) produit la National Geographic Society et diffusé à partir de 2003. Vinci aurait combiné les techniques du bas-relief et de la photographie, utilisant « son propre visage ». Les auteurs de cette théorie soutiennent en effet qu'il existe une ressemblance suffisante entre les autoportraits de Vinci et la figure du linceul. Selon Baima Bollone, l’hypothèse d’un faux réalisé par Léonard de Vinci est une hypothèse « absolument non fondée, qui ne va pas au-delà de la boutade journalistique et des publications populaires, et aucun scientifique ne la prend en considération ».
En 2009, une équipe de scientifiques italiens déclare avoir réussi à reproduire le linceul de Turin en utilisant des techniques du XIVe siècle, confirmant la datation au carbone 14 déjà connue depuis 1988,. Mais ce résultat est contesté.

## Hypothèses diverses

### Les protons et le laser
D'autres hypothèses ont été formulées :
- le bombardement de protons : une source « naturelle » de rayonnement provenant du supplicié. Un bombardement de protons équivalent à un mégaélectronvolt (MeV) pourrait avoir produit cette image superficielle, selon la théorie développée par le père Jean-Baptiste Rinaudo, biophysicien. Elle a été critiquée, notamment par le chimiste américain Raymond Rogers, qui ne trouve pas trace des radiations pourtant nécessaires. Cette hypothèse implique aussi la « dématérialisation » d'un corps qui serait ici celui de Jésus[212] ;
- l'irradiation par laser : en 2008, l'équipe dirigée par Giulio Fanti a publié un article dans Applied Optics expliquant qu'une irradiation avec un laser spécifique à base de chlorure de xénon a permis l'obtention d'une image latente sur du lin au bout d'un an[213].

### Taux de créatinine
En 2017, l'université de Padoue publie les résultats d'une étude sur un échantillon du suaire. Cette étude, dont un des auteurs est Giulio Fanti, partisan déclaré de l'authenticité, relève entre autres un niveau élevé de créatinine, typiquement présente dans le sang de personnes torturées. Cette étude pousse les chercheurs à penser que le suaire a, en effet, été en contact avec le corps d'un supplicié polytraumatisé sans pour autant se prononcer sur les questions de la datation ou de l'identité de ce supplicié.
Cette hypothèse avait été déjà réfutée par l'expert en micro analyse Walter C. McCrone (1996), qui avait démontré que le suaire ne portait pas de traces de sang, mais d'un mélange de vermillon et de collagène. Cette nouvelle étude n'apporte rien qui puisse contredire cette précédente étude. De plus, les travaux des professeurs Guilio Fanti et Elvio Carlino sont très critiqués par la communauté scientifique, pour leur manque d'impartialité.

### Études de l'ADN et des pollens
En 2015, une analyse de l'ADN et des pollens est menée par le professeur Gianni Barcaccia dans Scientific Reports (Nature). La présence d'ADN indiens au centre du drap soulève la possibilité d'une fabrique du lin en Inde,. En 2017, la palynologue Marzia Boi publie d'autres résultats.

### Étude aux rayons X
En avril 2022, les conclusions d'une étude menée par des chercheurs italiens dirigés par le cristallographe Liberato De Caro et associant Giulio Fanti, suggèrent que le suaire de Turin pourrait dater de l'époque de Jésus-Christ. L'équipe a fait appel à une technique de diffusion des rayons X à grand angle (WAXS - Wide Angle X-Ray Scattering) — généralement utilisée pour mesurer le degré de cristallinité d'échantillons de polymères — pour essayer de mesurer le vieillissement de la cellulose du lin du linceul. Toutefois, rien ne dit que la technique soit pertinente, ou même utilisable dans le cadre de la datation d'artefacts anciens contenant de la cellulose, tant qu'elle n'a pas été expérimentée par d'autres chercheurs sur un nombre significatif d'échantillons, d'autant qu'il ne s'agirait que d'une méthode de datation indirecte .  

### Les travaux du docteur Barbet
Dans les années 1930, le docteur Pierre Barbet, chirurgien catholique à l'hôpital Saint-Joseph de Paris, fit pendant treize ans des expériences sur des cadavres pour prouver l'authenticité du suaire de Turin par la médecine et l'anatomie, tel un médecin légiste. Il synthétisa ses résultats, diffusés sous le nom de la Passion de Jésus-Christ selon le chirurgien.
Sa thèse principale en faveur de l'authenticité était que le suaire ne représente pas le crucifié comme le faisait l'iconographie médiévale, avec des clous enfoncés dans les mains mais dans les poignets.
Or d'après les expériences de Barbet sur des cadavres, les paumes se déchiraient lorsqu'il plantait les clous dans les mains mais le cadavre restait en place quand ils étaient, comme sur le suaire, plantés dans les poignets.
Le suaire présente aux yeux du médecin légiste, des analogies frappantes avec le récit de la Passion, une similitude parfaite : traces de sang à la tête, comme la couronne d'épines, traces de sang aux poignets, traces de sang de flagellation sur toutes les parties du corps, marque de fouet romain à trois pointes de plomb.

### Le Codex Pray

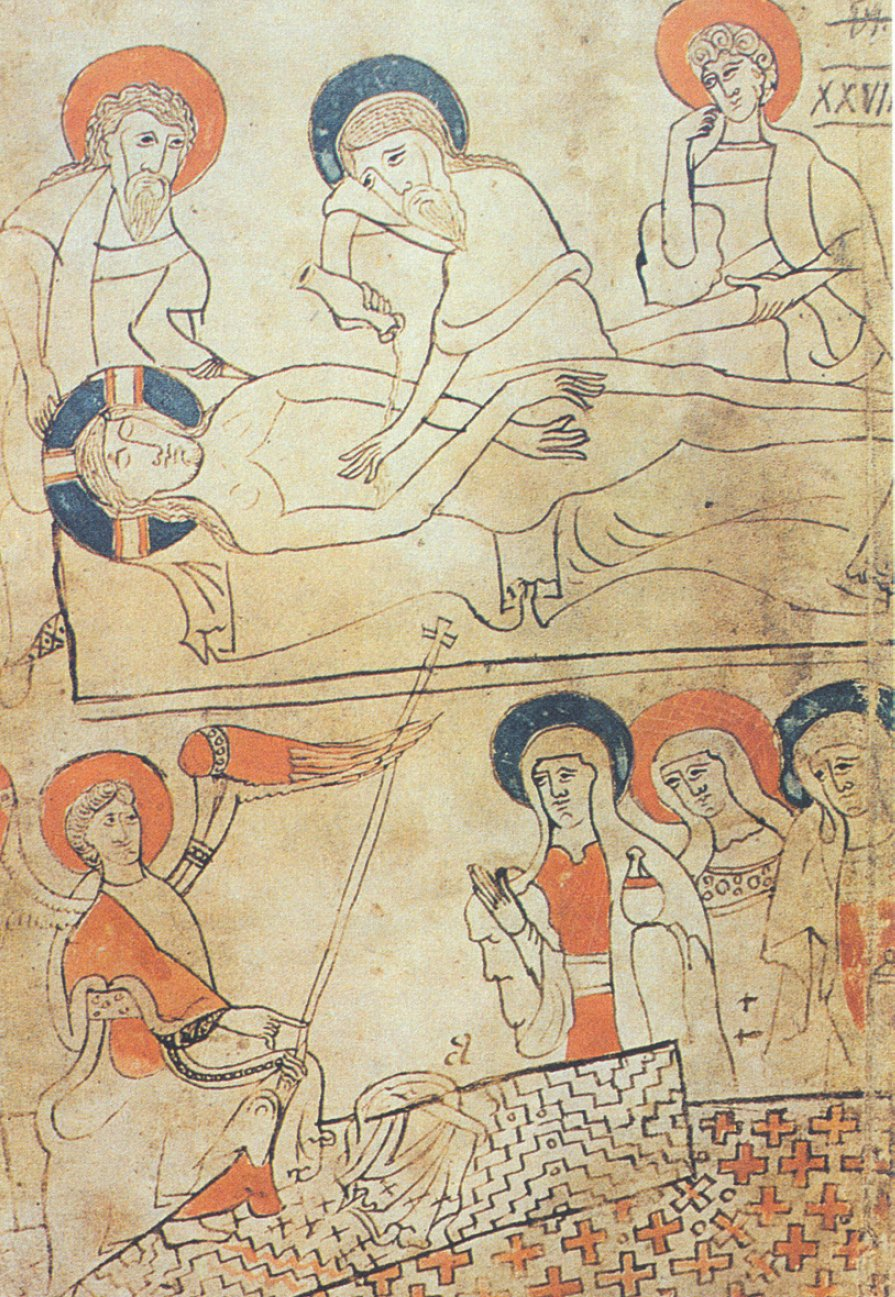
Codex Pray.

Le Codex Pray est un codex de la fin du XIIe siècle (1192-1195) conservé à Budapest. Il a été découvert au XVIIIe siècle par un jésuite, Georgius Pray, qui lui donna son nom. Il contient la forme la plus ancienne connue de la langue hongroise à ce jour. On peut y voir deux miniatures de Jésus. Sur quelques points, ces dessins peuvent rejoindre les caractéristiques présentes sur le suaire de Turin. La miniature supérieure figure l'onction. Dans cette partie, le corps de Jésus est nu. Celui-ci semble reposer sur un tissu lui-même posé sur une surface rigide. Jésus a les mains croisées sur le ventre, la droite sur la gauche. On ne voit pas les pouces tandis que les autres doigts sont étendus. L'interprétation de la partie inférieure de la miniature, la Visite des saintes femmes au tombeau, n'est pas univoque.
Emmanuel Poulle écrit : « Je puis seulement dire que, en tant qu'historien, je constate que les conclusions tirées du carbone 14 quant à la datation du Linceul s'avèrent incompatibles avec la filiation qui peut être établie entre la relique aujourd'hui conservée à Turin et sa représentation dans un manuscrit ordinairement désigné comme le Codex Pray »).
À l'inverse, pour d'autres historiens comme Andrea Nicolotti, la comparaison avec le Codex Pray n'est pas concluante : l'image ne figure ni les empreintes, ni les taches de sang sur le corps du Christ, elle correspond par sa forme et par ses motifs décoratifs à l'iconographie classique de la Mise au tombeau et l'usage d'une telle image comme une preuve de l'ancienneté du Suaire reflète « la légèreté avec laquelle les sindonologues utilisent l'argumentaire iconographique ».

### Les monnaies romaines
Certains chercheurs estiment avoir détecté des objets sur les globes oculaires du visage du suaire,. Ainsi, Eric Jumper considère que deux objets circulaires seraient reconnaissables au-dessus des yeux de la personne représentée sur le Linceul. D'autres chercheurs (Filas,; Whanger et Whanger) ont suggéré que ces objets pourraient être des pièces de monnaie. Cette hypothèse a été complétée par des analyses d'images afin de vérifier la présence et l’identification de ces objets. Ainsi, selon certains numismates, on pourrait considérer que ces deux objets représentent l'image d'un lituus ou d'une crosse, figure qui était frappée sur les pièces de monnaie à l'époque où Ponce Pilate était procurateur, associée à une date d'environ 30 après J.-C, même si au sein de la communauté numismate la question fait débat.
L'existence même des images de pièces de monnaie et plus largement d'un objet sur le visage du linceul reste cependant controversée,et même rejetée par une partie de la communauté scientifique du fait qu' "il est impossible de déterminer avec précision la pièce de monnaie judéenne qui pourrait être à l'origine de l'image du suaire, car aucun dessin de pièce - inscription, motif et leur position respective - ne correspond exactement à l'image de la pièce de monnaie du suaire",. Ainsi, selon une étude publiée en 2011 par Lorusso et d'autres qui ont soumis deux photographies du linceul à un traitement numérique des images, l'une d'entre elles étant une reproduction du négatif photographique pris par Giuseppe Enrie en 1931, il n’y aurait aucune image, sur le linceul sur l'une ou l'autre des photographies. L’étude reflète que les faibles « images » n'étaient " visibles qu'en augmentant le contraste photographique ", et ils ont conclu que ces signes peuvent être liés à des protubérances dans le fil de lin, et peut-être aussi à l'altération et à l'influence de la texture du négatif photographique d'Enrie pendant son développement en 1931.

### Barbara Frale: un certificat de décès
En 1978, le pharmacien Piero Ugolotti et le Père Aldo Marastoni, latiniste de l'université catholique de Milan pensent apercevoir sur le négatif de certaines photos du suaire de Turin des traces d'écriture près du visage, invisibles à l'œil nu, à la manière antique : Ugolotti y lit « Nazarenu » (Nazaréen) et Marastoni « Innece » (Conduit à la mort) ; au milieu des années 1990, deux scientifiques français, André Marion et son étudiante Anne-Laure Courage de l'École supérieure d'optique, ont continué à étudier ces écritures. Aidés de paléographes, archéologues et historiens, ils déclarent découvrir d'autres lettres grecques et latines. À la fin des années 1990, Thierry Castex, ingénieur géophysicien spécialiste en traitement du signal, obtient des images des « lettres fantômes » plus précises et pense mettre en évidence des caractères hébraïques. Barbara Frale, historienne et archéologue, chercheuse aux Archives secrètes du Vatican, prétend avoir reconstitué le certificat de décès d'un homme appelé « Yeshua ben Yoseph, Jésus, fils de Joseph » : il s'agirait d'après elle d'un certificat de décès écrit sur un papyrus et posé sur le linceul, pour que la famille puisse reconnaître le corps du supplicié au moment de sa restitution, certificat écrit dans les trois langues que l'on utilisait à Jérusalem, latin, grec et hébreu ; et elle aurait déchiffré ceci : « Dans la 16e année du règne de Tibère (soit l'an 30), Jésus de Nazareth, mort à la neuvième heure, après avoir été condamné à mort par un tribunal romain et après avoir été reconnu coupable par les autorités juives, a été enterré avec l'obligation de rendre son corps à sa famille après une année. ».
La science peut cependant expliquer ces « inscriptions fantômes » par le phénomène neuro-cognitif de paréidolie, sorte d'illusion d'optique qui consiste pour le cerveau humain à être programmé pour croire reconnaître des formes claires et identifiables dans un stimulus visuel pourtant informe et ambigu. L'historien Andrea Nicolotti relève également pour sa part l'invraisemblance de la superposition d'inscriptions « écrites avec des encres différentes en mêlant de manière illogique trois langues différentes : le grec, le latin et l'hébreu » ainsi que celle de la thèse de leur reproduction depuis le papyrus sur le linceul par un procédé de transfert des ions du fer, qui oublie que les encres métalliques n'étaient pas encore répandues au Ier siècle.

### Hypothèses sur le pliage
Aldo Guerreschi et Michele Salcito, en étudiant les brûlures et auréoles sur le linceul, émettent l'hypothèse que les brûlures des « Pray poker holes » (trous de tisonnier du codex Pray) se sont produites lors d'un incident avant l'écriture du codex au début du XIIe siècle. La disposition des auréoles, antérieures à l'incendie de 1532, résulterait d'un pliage du linceul deux fois de suite dans le sens de la longueur puis en accordéon en 52 couches, le tissu aurait été conservé en position verticale dans une jarre comme celles fréquemment utilisées dans l'Antiquité,.

### Hypothèses pour un trajet jusqu'en France
Selon certains auteurs, le linceul de Lirey aurait été la pièce de tissu vénérée sous le nom de Mandylion initialement à Edesse puis transférée à Constantinople en 944. Dans la littérature chrétienne ancienne, le Mandylion est un portrait de Jésus, qu'Ananias — scribe et homme de confiance du roi Abgar V — aurait peint lors de sa rencontre avec Jésus en Palestine. Jean de Damas évoque le Mandylion dans son pamphlet anti-iconoclaste Sur les Saintes Images. Son récit suggère qu'il a pu être plié comme l'évoque les Actes de Thaddée qui désignent l'image sous le terme de tétradiplon (« quatre fois double »). Toutefois, toute la littérature orientale fait une référence systématique au seul visage. Pour expliquer cela, les sindonologues soutiennent que le linge était tout le temps plié pour ne pas choquer les fidèles, auquel on n'aurait montré que le visage
Par ailleurs, les tenants de l'authenticité ont mis en avant une source latine allant dans ce sens, le Codex Vossianus Latinus Q 69, découvert par Gino Zaninotto à la Bibliothèque apostolique vaticane, et daté du Xe siècle. On y raconte qu'une empreinte de tout le corps du Christ a été préservée sur un linge conservé dans une église d'Édesse : « Le roi Abgar a reçu un drap sur lequel on peut voir non seulement un visage mais aussi le corps en entier »,. Andrea Nicolotti objecte que ce récit est une extrapolation de la légende du Mandylion, d'après un sermon du pape Étienne, prononcé lors d’un synode tenu à Rome en 769. Dans ce sermon, seule la face était dite « divinement transférée », conformément aux récits orientaux. C'est un auteur latin postérieur, s'inspirant de sources latines, qui décrit un linge figurant le corps entier, tandis que toute la tradition textuelle et iconographique orientale décrit un linge porteur du seul visage.
Certains auteurs identifient le linceul de Turin à d'autres reliques conservées à Constantinople avant 1204 et considèrent qu'il a pu ainsi être rapporté en France après le sac de la ville lors de la quatrième croisade. Avançant divers documents (généralement inédits, d'authenticité douteuse ou d'interprétation discutable), ils considèrent qu'en 1205 le linceul se serait ainsi trouvé à Athènes,. En 1208, il aurait pu soit être envoyé au père d'Othon : Pons II de la Roche, qui avait un château près de Besançon, et ainsi 150 ans plus tard devenir la propriété de Geoffroy de Charny, qui épousa Jeanne de Vergy arrière-petite-fille d'Isabelle de Ray,, elle-même petite-fille d'Othon de la Roche, soit être acquis par Geoffroy de Charny au cours d'un de ses voyages alors que l'objet se trouvait toujours en Grèce.
Aucune trace dans les archives ne permet de valider une autre hypothèse, selon laquelle le suaire, resté ou revenu à Constantinople, aurait été cédé à Louis IX de France qui en aurait fait don lui-même à un de ses vassaux.

### Les Templiers
En 1978, l'auteur New Age Ian Wilson avance l'hypothèse que l'idole vénérée par les Templiers, le Baphomet, est en fait le futur suaire de Turin. En 2009, l'historienne Barbara Frale soutient cette hypothèse dans un livre consacré spécifiquement aux relations entre le suaire et les Templiers. Elle pense que le caractère secret de cette image est la raison de sa disparition des archives durant un siècle et demi. Frale met notamment en avant le témoignage d'un Templier, Arnaut Sabbatier, qui raconte qu'il a vu et adoré l'image entière du corps d'un homme. Les conclusions de Barbara Frale ont été qualifiées de suspectes et de peu scientifiques dans plusieurs études critiques,. Elles sont toutefois approuvées par l'historienne Simonetta Cerrini, spécialiste de l'Ordre du Temple.
De nombreuses autres hypothèses sont apparues, surtout depuis la publication des résultats de la datation au carbone 14. Parmi celles-ci, on peut citer celle qui résulte d'une prétendue « crucifixion » de Jacques de Molay, le dernier grand-maître de l'ordre du Temple, arrêté en 1307. Jacques de Molay, en réalité, fut brûlé vif. Dans un livre à succès, Christopher Knight et Robert Lomas émettent l'hypothèse que Jacques de Molay aurait subi un simulacre du supplice de la Passion, cloué sur un portail puis détaché alors qu'il était encore en vie. Cette hypothèse ne correspond pas aux connaissances historiques actuelles sur la fin de vie de Jacques de Molay.
Cette théorie de la représentation du corps de Jacques de Molay sur le suaire a été reprise en 2007 dans un roman de Steve Berry, L'héritage des templiers.